# Équipe de France féminine de handball
Cet article traite de l'équipe féminine. Pour l'équipe masculine, voir Équipe de France masculine de handball.
Pour les articles homonymes, voir Équipe de France de handball et Équipe de France.
Maillots
Dernière mise à jour : 6 septembre 2024.
L'équipe de France féminine de handball représente la Fédération française de handball dans les trois compétitions internationales majeures : les Jeux olympiques, le Championnat du monde et le Championnat d'Europe, qu'elle a par ailleurs toutes remportées.
Avec le même entraîneur, Olivier Krumbholz, cette sélection remporte à partir de 1999 quinze médailles dans les grands événements internationaux, dont trois titres mondiaux en sept finales (2003, 2017 et 2023), un titre européen (2018) et un titre olympique en 2021 accompagné de deux médailles d'argent en 2016 et  2024.
Sébastien Gardillou en est le sélectionneur depuis septembre 2024 après avoir été l'adjoint d'Olivier Krumbholz pendant 8 ans.

## Histoire

### Les débuts difficiles
Pour sa première compétition internationale, l'équipe de France est éliminée en déclarant forfait contre la Norvège en barrage de la zone Europe qualificatif pour le Championnat du monde 1973 en Yougoslavie.
Les Bleues sont largement battues et éliminées par la Hongrie en barrage de la zone Europe qualificatif pour le Championnat du monde 1975 en URSS et pour les Jeux olympiques d'été de 1976 à Montréal (Canada).
L'équipe de France progresse et termine à la 8e place au Championnat du monde B 1977 en RFA, mais ce résultat ne lui permet pas de se qualifier pour le Championnat du monde 1978 en Tchécoslovaquie et pour les Jeux olympiques d'été de 1980 à Moscou (URSS).
Au Championnat du monde B 1981 au Danemark, l'équipe de France termine à la dixième place et ne se qualifie pas pour le Championnat du monde 1982 en Hongrie.
Les Bleues déclarent forfait au Championnat du monde B 1983 en Pologne et sont éliminées de la course à la qualification pour les Jeux olympiques d'été de 1984 à Los Angeles aux États-Unis d'Amérique.
L'équipe de France réussit son premier coup d'éclat en terminant à la 9e place au Championnat du monde B 1985 en RFA après une victoire acquise dans les dernières secondes (22-21) contre la Bulgarie ; elle se qualifie ainsi pour la première fois à un Championnat du monde.
Lors du Championnat du monde 1986 aux Pays-Bas, elle finit à la quatrième et dernière place de la poule D au tour préliminaire (trois défaites) et se classe finalement à la quinzième place de cette compétition, synonyme de relégation en Championnat du monde B.
Les Bleues se manquent complètement lors du Championnat du monde B 1987 en Bulgarie qualificatif pour les Jeux olympiques d'été de 1988 à Séoul (Corée du Sud) en terminant à la douzième place et se retrouvent reléguées à l'étage inférieur en Championnat du monde C.
Lors du Championnat du monde C 1988 organisé en France, l'équipe de France réalise une bonne prestation puisqu'elle n'est battue en finale que d'un but (18-19) par la Suède, ce qui lui permet de remonter au niveau supérieur (Championnat du monde B).
Au Championnat du monde B 1989 au Danemark, comme quatre ans plus tôt, les Bleues jouent le match pour la neuvième place : tandis que le vainqueur obtient sa qualification pour le Championnat du monde 1990 en Corée du Sud, le vaincu est relégué en championnat du monde C. Dans un match très disputé face à la Tchécoslovaquie, vice-championne du monde en 1986, les Françaises s’imposent 5 à 4 à l’issue des tirs au but, les deux équipes n’ayant pu se départager à l’issue de deux prolongations (20-20, 23-23, 25-25).
Au Championnat du monde 1990 en Corée du Sud, l'équipe de France termine à la 4e et dernière place de la poule A du tour préliminaire (trois défaites). Cette 14e place ne lui permet pas de se qualifier pour les Jeux olympiques d'été de 1992 à Barcelone (Espagne).
Lors du Championnat du monde B 1992 en Lituanie, les Bleues sont décevantes en terminant à la 8e place et ne parviennent pas à se qualifier pour le Championnat du monde 1993 en Norvège. L'équipe de France finit ensuite à la 3e place de son groupe de qualification pour le Championnat d'Europe 1994 en Allemagne et voit une occasion manquée de s’aguerrir lors de cette nouvelle compétition continentale. En conséquence de cette élimination, les Bleues ne participent pas non plus au Championnat du monde 1995 en Autriche et en Hongrie ni aux Jeux olympiques d'été de 1996 à Atlanta (États-Unis).
Pendant ces trois années, les Bleues vont se structurer et se préparer sous la direction de la sélectionneuse nationale Carole Martin dans le but d'atteindre le haut niveau mondial et de participer régulièrement aux grandes compétitions internationales. L'équipe de France échoue cependant une nouvelle fois en terminant à la 4e et dernière place de son groupe de qualification pour le Championnat d'Europe 1996 au Danemark. Les Bleues ne se découragent pas et lors de la campagne suivante, elles parviennent à se qualifier pour le Championnat du monde 1997 en Allemagne en terminant 1re de leur groupe de qualification devant l'Ukraine. Lors de cette compétition, les Bleues se qualifient pour la phase finale après deux courtes défaites encourageantes pour l'avenir contre la Croatie et la Norvège et trois victoires face aux modestes équipes de Biélorussie, du Canada et d'Ouzbékistan. Après une lourde défaite contre la Pologne en huitième de finale (20-30), les Bleues terminent ce Championnat du monde 1997 à la 10e place.

### Les premier résultats dans la foulée de l'arrivée d'Olivier Krumbholz
Les joueuses de l'équipe de France souhaitent alors un changement d'encadrement afin d'améliorer les méthodes d'entraînement et de préparation dans le but d'atteindre le très haut niveau international. La FFHB valide la demande des joueuses de l'équipe de France et décide d'écarter la sélectionneuse Carole Martin au profit d'Olivier Krumbholz. Cet ancien international avait auparavant entraîné l'ASPTT Metz pendant neuf ans (1986-1995) et avait amené le club au plus haut sommet du handball féminin français. Il était également depuis 1992 entraîneur de l'équipe de France féminine junior.
Le nouveau sélectionneur prend sa fonction en janvier 1998 et joue ses premiers matchs officiels de février à mai 1998 lors des matchs de qualification pour le Championnat d'Europe. Malgré un niveau de jeu plus abouti et une défense plus efficace, l'équipe de France termine troisième de son groupe derrière la Norvège et l'Espagne et devant la Lituanie (trois victoires et trois défaites).
Toutefois, le changement apporté par le nouveau sélectionneur porte rapidement ses fruits avec un changement dans les mentalités des Bleues qui leur permet de prendre confiance en elles et de se sentir capables de rivaliser avec les meilleures nations mondiales du handball féminin. Lors des qualifications pour le Championnat du monde 1999 au Danemark et en Norvège, les Bleues écartent l'Ukraine et la Turquie (trois victoires et un match nul en Ukraine). Pour sa première compétition internationale sous les ordres d'Olivier Krumbholz, l'équipe de France termine deuxième de sa poule du tour préliminaire (quatre victoires et une défaite) et prend facilement sa revanche sur la Pologne en huitième de finale (28-21). Elle affronte en quart de finale, le Danemark qui n'est autre que le dernier champion olympique, le tenant du titre mondial et le dernier finaliste européen. Et pourtant les Bleues déjouent tous les pronostics et s'imposent dans la douleur après prolongations (19-17). En demi-finale, dans un match à nouveau très serré, les Françaises s'imposent 18 à 17 face à la Roumanie et sont désormais certaines de remporter leur première médaille internationale. La Norvège, championne d'Europe en titre et pays hôte, est l'adversaire de cette finale retransmise sur France Télévisions, ce qui permet de faire découvrir au grand public une courageuse et valeureuse équipe de France qui échoue d'un but dans la quête de l'or mondial après une rencontre à suspense et deux prolongations insoutenables (18-18, 21-21, 24-25).

### 2000 à 2013: des médailles et des échecs
Cette 2e place octroie à l'équipe de France, le droit de participer aux Jeux olympiques d'été de 2000 à Sydney (Australie). C'est la première participation de l'équipe de France féminine aux Jeux olympiques d'été où les Bleues font bonne figure et terminent troisièmes de la poule A au tour préliminaire (deux victoires et deux défaites) et perdent de peu contre le futur champion olympique, le Danemark en quart de finale (26-28). L'équipe de France termine la compétition à la 6e place et prouve qu'elle fait bien partie de l'élite du handball féminin mondial. Cette compétition restera néanmoins le pire souvenir pour de nombreuses joueuses de l'équipe de France à cause de nombreux conflits internes.
L'équipe de France élimine la Slovénie lors des barrages de qualification pour le Championnat d'Europe 2000 en Roumanie où elle termine à la 5e place après une belle victoire sur la Norvège (23-19). Les Bleues confirment leur nouveau statut lors du Championnat du monde 2001 en Italie en finissant à la 5e place après une élimination honorable en quart de finale devant la Norvège (26-29).
Les Bleues remportent la médaille de bronze lors du Championnat d'Europe 2002 au Danemark face à la Russie (27-22) après une défaite logique contre la Norvège en demi-finale (16-21).
Avec l'expérience accumulée lors des compétitions internationales précédentes, les Bleues font partie des favorites pour le Championnat du monde 2003 en Croatie et terminent premières de la poule A au tour préliminaire (cinq victoires) puis encore premières de la poule 1 au tour principal (deux victoires et une défaite). L'équipe de France élimine difficilement l'Ukraine en demi-finale après prolongations (28-26 a.p.). La finale est bien mal engagée car la Hongrie mène de sept buts à seulement sept minutes de la fin de la rencontre; mais une défense haute orchestrée autour de Véronique Pecqueux-Rolland permet aux Bleues de revenir et d'égaliser sur un jet de sept mètres transformé par Leila Lejeune dans les dernières secondes du temps règlementaire après une grossière faute de la meilleure joueuse hongroise Anita Görbicz qui lui vaut l'exclusion définitive de la finale. L'équipe de France qui dispute une partie des prolongations en supériorité numérique, finit par remporter la rencontre (32-29 a.p.) et devient championne du monde pour la première fois de son histoire. Et le premier titre mondial pour une équipe de sport collectif féminin.
L'équipe de France échoue dans la quête d'une médaille olympique lors des Jeux olympiques d'été de 2004 à Athènes (Grèce) où elle est battue de justesse par la Corée du Sud en demi-finale (31-32) et par l'Ukraine lors de la petite finale pour la médaille de bronze (18-21). Cette compétition est également la dernière pour certaines championnes du monde 2003, dont Sandrine Mariot-Delerce et Nodjialem Myaro.
Le Championnat d'Europe 2004 en Hongrie où les Bleues terminent à la 11e place et le Championnat du monde 2005 en Russie où elles finissent à la 12e place sont deux compétitions considérées comme des fiascos pour l'équipe de France à cause d'une restructuration de son effectif et de problèmes générationnels liés à celle-ci.

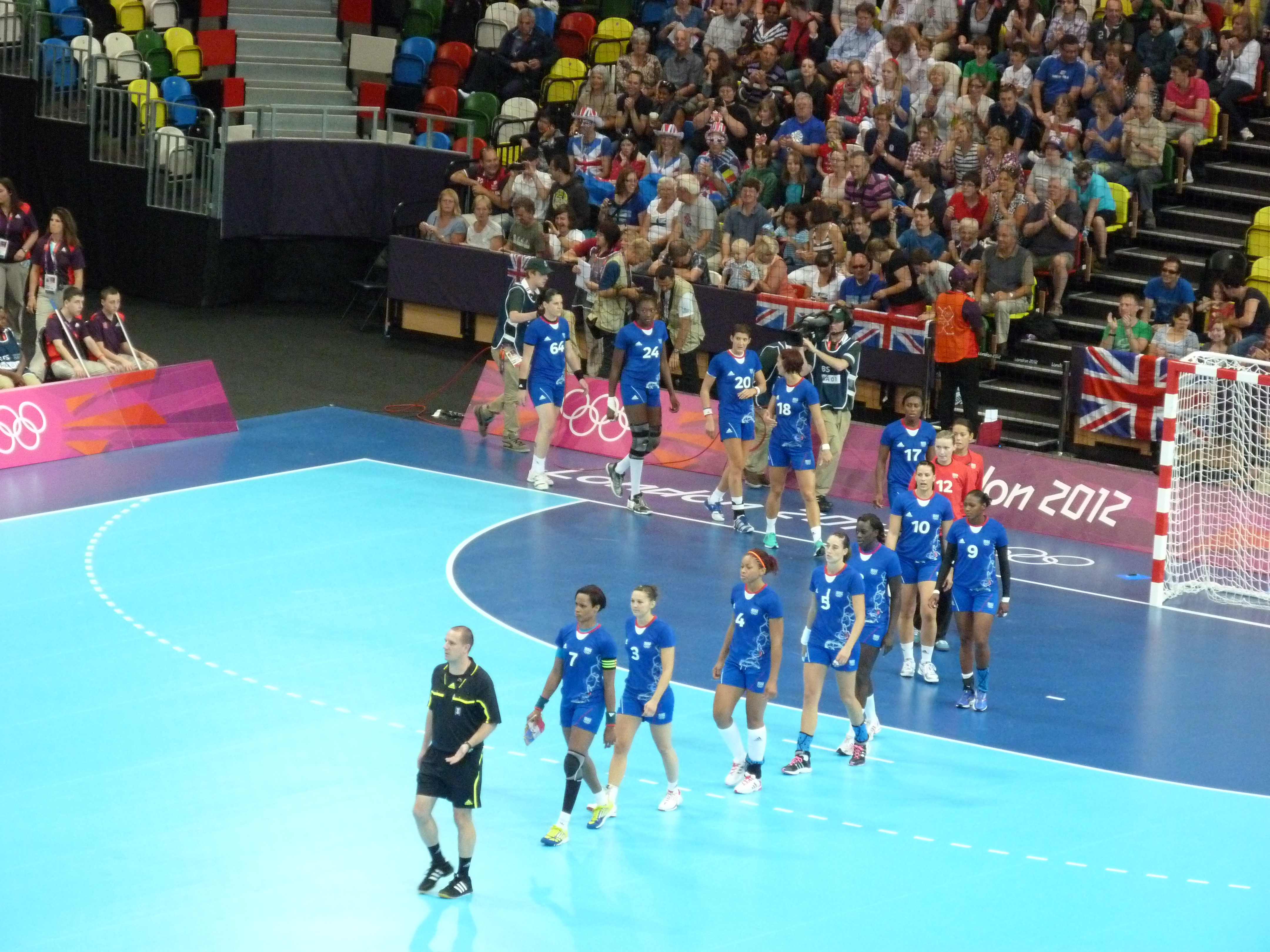
Entrée des joueuses française au cours des Jeux olympiques 2012.

Le retour des cadres comme Valérie Nicolas après une rupture du ligament croisé antérieur du genou gauche, de Véronique Pecqueux-Rolland qui a donné naissance à son premier enfant et de l'ancienne capitaine Stéphanie Cano qui avait mis sa carrière internationale en sommeil pour terminer ses études de kinésithérapeute, permet à l'équipe de France de se qualifier pour le Championnat d'Europe 2006 en Suède après avoir éliminé la Turquie lors d'un barrage aller-retour. Lors de cette compétition, les Bleues réalisent un bon parcours et remportent la médaille de bronze contre l'Allemagne (29-25) après une défaite logique contre la Norvège en demi-finale (24-28).
La France organise brillamment le Championnat du monde 2007 qui devient un vrai succès populaire. Malgré le soutien du public, les Bleues échouent contre la Roumanie en quart de finale après prolongations (31-34 a.p.). L'équipe de France remporte cependant ses deux dernières rencontres face à la Hongrie (32-27) et à la Corée du Sud (26-25) pour obtenir une 5e place lui permettant d'organiser un des trois tournois de qualification olympique.
L'équipe de France se qualifie pour les Jeux olympiques d'été de 2008 à Pékin (Chine) en terminant première du tournoi 3 de qualification olympique organisé en mars 2008 à Nîmes (France) avec un bilan positif de deux victoires contre le Congo (36-19) et la Côte d'Ivoire (34-10) et d'un match nul contre la Corée du Sud (25-25).
Figurant parmi les prétendantes à une médaille olympique, L'équipe de France réalise un tour préliminaire très décevant puisqu'elle termine quatrième de la poule A avec un bilan de deux victoires et de trois défaites dont une contre-performance notoire contre le pays hôte, la Chine. Les Bleues retrouvent les doubles championnes du monde en titre, la Russie en quart de finale. Les russes sont les grandes favorites de la compétition et elles ont les faveurs des pronostics; mais l'équipe de France retrouve de sa superbe et domine les russes pendant une bonne partie de la rencontre avant de craquer et de se laisser rejoindre à la fin du temps réglementaire. Les Bleues s'inclinent injustement après deux prolongations (31-32 a.2p.). L'arbitrage de cette rencontre a été vivement critiqué dans les rangs français et la FFHB posera une réclamation officielle pour deux décisions litigieuses des arbitres chinoises. Après l'élimination de la course à la médaille olympique, les Bleues peuvent se satisfaire de leur fin de tournoi olympique car elles prennent la 5e place avec deux victoires consécutives synonymes de revanche contre la Roumanie (36-34 a.2p.) et contre la Chine (31-23). Cette compétition marque la fin d'une époque pour certaines joueuses de l'équipe de France telles que Valérie Nicolas, Isabelle Wendling et Véronique Pecqueux-Rolland qui mettent fin à leur carrière internationale; mais la relève est opérationnelle avec des joueuses prometteuses et talentueuses telles qu'Amandine Leynaud, Camille Ayglon, Mariama Signate et Alexandra Lacrabère.
L'équipe de France participe au Championnat d'Europe 2008 en Macédoine où elle est éliminée sans gloire dans une très difficile poule A au tour préliminaire (trois défaites) et finit à la 14e place.
Les Bleues éliminent difficilement la Croatie lors des barrages de la zone Europe et se qualifient pour le Championnat du monde 2009 en Chine. Lors de cette compétition, l'équipe de France retrouve son statut en finissant deuxième de la poule A au tour préliminaire (trois victoires et deux défaites) puis première de la poule 1 au tour principal (trois victoires). L'équipe de France élimine l'Espagne en demi-finale (27-23) avant d'échouer en finale contre la Russie (22-25).
Après cette surprenante médaille d'argent, les Bleues terminent à la troisième place de la Coupe du monde des nations 2010 (da) et finissent premières du groupe 3 de qualification pour le Championnat d'Europe 2010. Lors de cette compétition disputée au Danemark et en Norvège, l'équipe de France finit difficilement troisième de la poule D au tour préliminaire (une victoire et deux défaites). Les Bleues ne parviennent pas à inverser la tendance malgré un sans-faute et terminent troisièmes de la poule 2 au tour principal (trois victoires). L'équipe de France finit à la cinquième place en battant le Monténégro (23-19).
Les Bleues se qualifient pour le Championnat du monde 2011 au Brésil, en éliminant facilement lors des barrages de la zone Europe, la Slovénie grâce à deux victoires (28-19) à domicile et (28-20) à l'extérieur.
Lors de cette compétition (voir Équipe de France féminine de handball au championnat du monde 2011), l'équipe de France termine deuxième dans une poule C très abordable au tour préliminaire avec quatre larges victoires contre le Japon (41-22), la Tunisie (25-17), Cuba (38-18) et la Roumanie (39-20); mais avec une défaite après une deuxième période catastrophique contre le pays hôte à São Paulo, le Brésil (22-26).
Au cours d'un entraînement avant les phases finales, les Bleues perdent Mariama Signate sur blessure pour le reste de la compétition. Malgré cet incident, elles gagnent difficilement la Suède en huitième de finale (26-23). Les Bleues réalisent un superbe exploit en quart de finale en éliminant le triple tenant du titre mondial, la Russie (25-23). Le Danemark est largement dominé en demi-finale (28-23) malgré la grave blessure d'Allison Pineau. L'équipe de France est trop affaiblie et n'a plus toutes les armes nécessaires pour inquiéter la Norvège en finale et elle s'incline lourdement et logiquement (24-32).
Cette médaille d'argent mondiale permet à l'équipe de France d'organiser l'un des trois tournois de qualification olympique. Les Bleues terminent à la deuxième place du tournoi mondial de qualification olympique organisé en mai 2012 à Lyon et se qualifient pour les Jeux olympiques de 2012 à Londres au Royaume-Uni. Les Bleues remportent deux victoires contre la Roumanie (24-19) et le Japon (30-17) mais concèdent une défaite contrariante contre le Monténégro (20-22).
Lors de cette compétition, l'équipe de France termine première (et invaincue) d'une très difficile poule B au tour préliminaire avec quatre victoires convaincantes contre la Norvège (24-23), la Suède (29-17), la Corée du Sud (24-21) et le Danemark (30-24) ; et avec un match nul contre l'Espagne (18-18). Après un début de compétition fort impressionnant, les Bleues deviennent les candidates principales pour la médaille d'or olympique et partent favorites du quart de finale contre le Monténégro. Mais tétanisées par l'enjeu, elles s'inclinent à la dernière seconde sur un jet de sept mètres transformé par la meilleure joueuse monténégrine Katarina Bulatović (22-23) et terminent finalement à la cinquième place.
L'équipe de France se qualifie et termine facilement première du groupe 4 de qualification pour le Championnat d'Europe 2012 en Serbie. Les Bleues comptent cinq victoires contre la Macédoine, la Lituanie et la Turquie mais avec une défaite concédée à l'extérieur contre la Macédoine. L'équipe de France évolue alors dans la poule B au tour préliminaire à Niš, où elle bat facilement la Macédoine (29-16) puis elle déçoit et concède une courte mais handicapante défaite pour la suite de la compétition contre le Danemark (27-28) avant de finir sur une bonne note en gagnant confortablement la Suède (24-17). Les Bleues sont transférées dans la poule 1 au tour principal à Belgrade, elles sont largement battues par la Norvège (19-30) et s'imposent de peu contre la République Tchèque (24-22). Lors de la dernière rencontre du tour principal, l'équipe de France est éliminée de la compétition en perdant contre la Serbie (17-18) et se classe à la neuvième place.
Au mois de juin 2013, l'équipe de France élimine difficilement la Croatie en barrage de la zone Europe pour le Championnat du monde 2013 en Serbie; après avoir fait match nul à domicile lors du match aller (18 partout), les Bleues s'imposent à l'extérieur lors du match retour (30-26) et se qualifient pour le Mondial. Il s'agissait aussi de la 413e rencontre à la tête de l'équipe de France pour le sélectionneur Olivier Krumbholz qui est remplacé par Alain Portes à compter du 1er septembre 2013.

### Intermède Portes
La première compétition dirigée par Alain Portes est le Championnat du monde 2013. L'équipe de France termine première et invaincue de la poule A au tour préliminaire à Belgrade après cinq victoires acquises successivement contre la République Démocratique du Congo (31-13), la République dominicaine (27-10), les Pays-Bas (23-19), le Monténégro (17-16) et la Corée du Sud (27-22). Les Bleues se qualifient contre le Japon (27-19) en huitième de finale à Belgrade et sont éliminées par la Pologne (21-22) en quart de finale à Novi Sad.
Pour le Championnat d'Europe 2014 en Croatie et en Hongrie, l'équipe de France obtient sa qualification en terminant facilement première de son groupe de qualification avec cinq victoires contre la Finlande, l'Islande et la Slovaquie, ainsi qu'un résultat nul concédé à l'extérieur contre la Slovaquie. Lors du tour préliminaire disputé à Osijek (Croatie), l'équipe de France termine première d'une difficile poule D où elle bat successivement la Slovaquie (21-18), la Serbie (27-16) et surtout le Monténégro (24-20). Au tour principal disputé à Zagreb (Croatie), elle s'incline contre la Suède (26-29), concède le match nul contre l'Allemagne (24-24) et gagne contre les Pays-Bas (20-18). Si elle n'est pas qualifiée pour les demi-finales de la compétition, les Bleues finissent malgré tout par une victoire de prestige contre la Hongrie (26-25) lors du match de classement pour la cinquième place à Budapest (Hongrie).

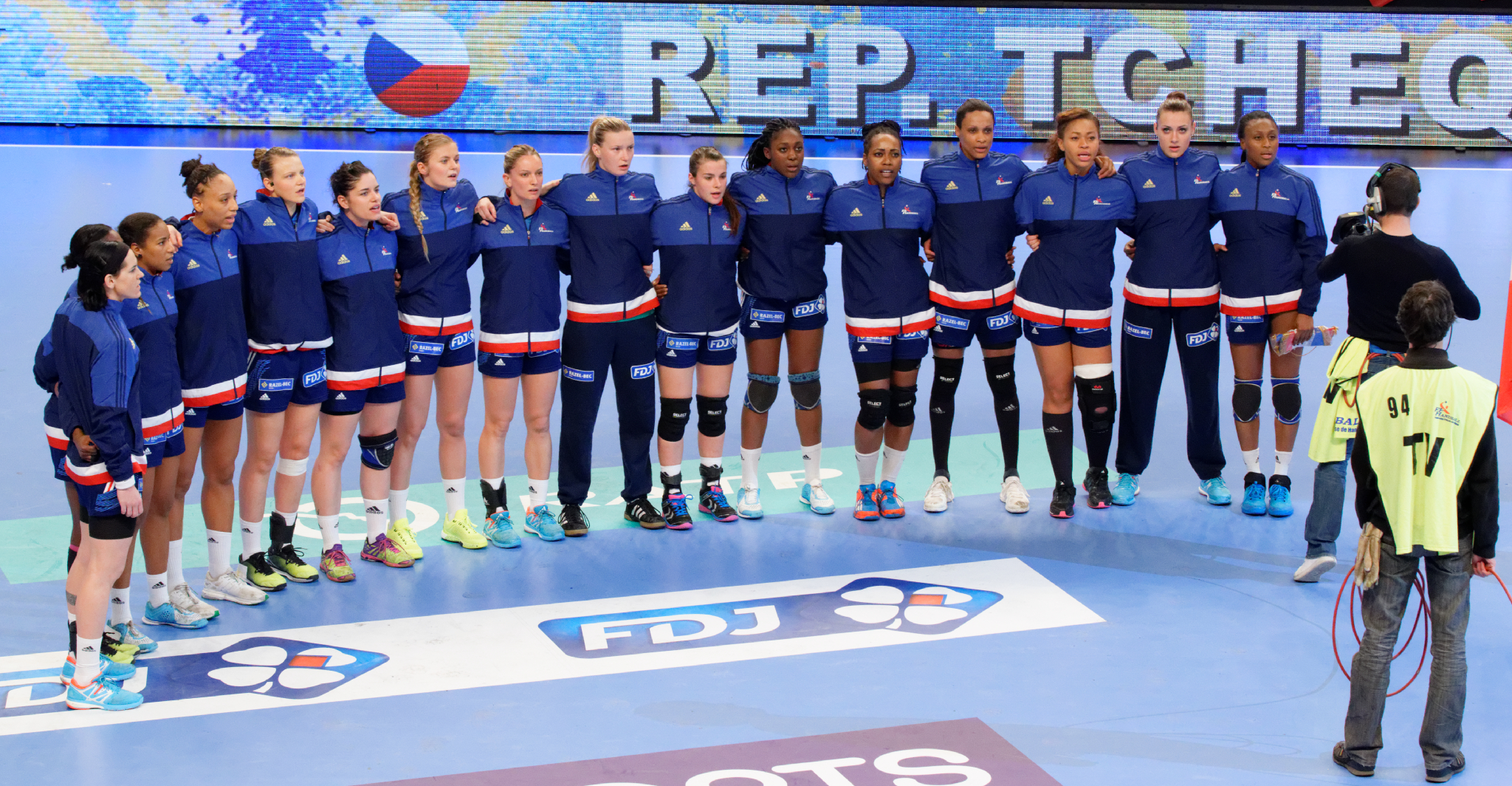
L'équipe de France au Tournoi de Paris Île-de-France, le 29 novembre 2015.

L'équipe de France se qualifie facilement pour le Championnat du monde 2015 au Danemark, en gagnant la Slovénie à domicile (27-20), puis à l'extérieur (27-21). Les Bleues se classent deuxièmes de la poule C au tour préliminaire disputé à Kolding; après trois victoires acquises contre l'Allemagne (30-20), l'Argentine (20-12) et la République Démocratique du Congo (29-16), une égalité contre la Corée du Sud (22-22), puis une courte défaite contre le Brésil (20-21). À Kolding, l'équipe de France s'impose de justesse contre l'Espagne (22-21) en huitième de finale, puis s'incline logiquement contre les Pays-Bas (25-28) en quart de finale. Les Bleues terminent alors à la septième place après une défaite initiale contre la Russie (25-31) et une victoire finale contre le Monténégro (34-23) lors des rencontres de classement disputées à Herning.
À l'issue de cette compétition, on apprend qu'Alain Portes est la victime d'attaques personnelles depuis plus d'un an, notamment sur les réseaux sociaux et via des courriers anonymes envoyés à son domicile. Et, au cours du Mondial, il s'est fait voler son téléphone portable dans le vestiaire fermé à clef. Finalement, bien qu’il ait reçu le 14 janvier le soutien de Joël Delplanque, le président de la FFHB, (« je maintiens ma confiance à Alain Portes qui ira jusqu'aux J.O. »), il est démis de ses fonctions le 25 janvier 2016, « les conditions de confiance mutuelle indispensables à la réussite de l’équipe de France n’étaient plus réunies. ». Selon le journal Le Monde, « C’est à la demande des "taulières" des Bleues, alors que l’équipe enchaîne de mauvais résultats et que les relations se sont dégradées avec [Alain Portes], qu'Olivier Krumbholz a été rappelé, deux ans après son éviction. Finalement, la Fédération française de handball sera condamnée par la cour d'appel de Nîmes en juillet 2023 à indemniser Alain Portes pour licenciement sans cause réelle et sérieuse.

### Le retour d'Olivier Krumbholz... et des résultats

#### 2016: la fin de la malédiction olympique

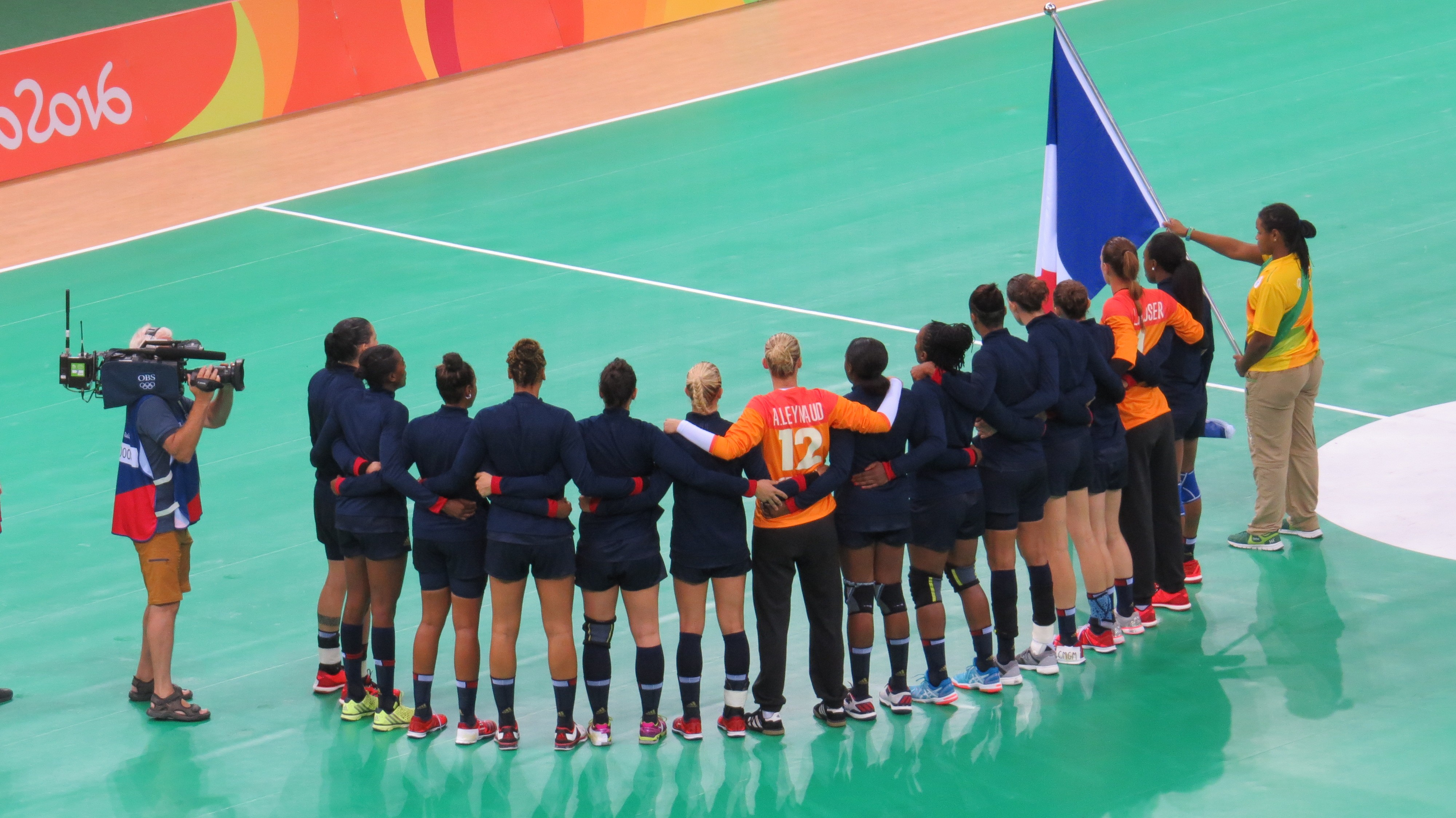
Les Françaises lors des Jeux olympiques d'été de 2016.

Cette septième place au Mondial 2015 permet toutefois à la France d'obtenir la dernière place qualificative à un tournoi de qualification olympique (TQO). Disputé à Metz du 17 au 20 mars 2016, les Bleues débutent par une lourde défaite contre les Pays-Bas (17-24) mais s'imposent ensuite nettement face à la Tunisie (33-15) et à le Japon (25-17) et décrochent ainsi l'une des deux places qualificatives pour ces Jeux olympiques à Rio de Janeiro.
En phase de poules, les Bleues se classent à la deuxième place de leur groupe avec un bilan de quatre victoires contre les Pays-Bas (18-14), l'Argentine (27-11), la Corée du Sud (21-17) et la Suède (27-25), ainsi qu'une courte défaite contre la Russie (25-26) lors de la deuxième journée.
Qualifiées pour les quarts de finale comme lors des quatre précédentes éditions, les Bleues parviennent à briser la malédiction en s'imposant face à l'Espagne : ultra-dominées à la mi-temps (5-12), les Françaises parviennent à arracher la prolongation (scorant 3-0 lors des 2 dernières minutes) pour finalement s'imposer 27 à 26. Après le TQO et le premier match de poule, la France retrouve les Pays-Bas en demi-finale qu'elle bat 24 à 23 après avoir mené au score depuis le quart d'heure de jeu. En finale face la Russie, l'équipe de France s'incline 19 à 22 mais décroche ainsi sa première médaille aux Jeux olympiques, l'argent, en terminant à la deuxième place.
Deux françaises sont élues dans l'équipe-type de la compétition : l'arrière droite Alexandra Lacrabère et l'arrière gauche Allison Pineau. Par ailleurs, cette dernière dénonce à l'issue de la compétition l'absence de soutien des autres entraîneurs français et exprime sa colère en pressentant l'hypocrisie du monde du handball au vu du résultat de l'équipe de France.

#### Le bronze de l'Euro 2016
L'équipe de France termine première du groupe 7 de qualification pour le Championnat d'Europe 2016 en Suède avec un bilan parfait de six victoires en six rencontres contre l'Allemagne, l'Islande et la Suisse. Les Bleues se classent deuxièmes de la poule B au tour préliminaire, disputé à Kristianstad; avec un bilan de deux victoires contre la Pologne (31-22) et l'Allemagne (22-20), ainsi qu'une courte défaite contre les Pays-Bas (17-18). Grâce aux trois victoires acquises contre l'Espagne (23-22), la Suède (21-19) et la Serbie (28-21). Les Françaises terminent à la 2e place de la poule 1 au tour principal disputé à Göteborg, et se qualifient pour les demi-finale de la compétition et pour le Championnat du monde 2017 en Allemagne. À Göteborg, les Bleues sont éliminées par la Norvège (16-20) en demi-finale, puis décrochent une troisième médaille de bronze au Championnat d'Europe en dominant le Danemark (25-22) au cours du match de classement pour la troisième place.

#### Le deuxièmetitre mondial en 2017
Grâce à la médaille de bronze remportée lors du Championnat d'Europe 2016, la France est directement qualifiée pour le Championnat du monde 2017 en Allemagne.
Lors du tour préliminaire disputé à Trèves, l'équipe de France termine deuxième de la poule A avec un bilan de trois victoires contre l'Angola (26-19), le Paraguay (35-13) et la Roumanie (26-17), une égalité contre l'Espagne (25-25), ainsi qu'une courte défaite contre la Slovénie (23-24).
En huitième de finale puis en quart de finale à Leipzig, les Bleues éliminent successivement la Hongrie (29-26) et le Monténégro (25-22).
Opposée à la Suède en demi-finale à Hambourg, l'équipe de France gagne la rencontre 24 à 22 et se qualifie pour la finale 6 ans après celle de 2011. Face à la Norvège, grande favorite, les Françaises parviennent à faire la différence en fin de match pour s'imposer 23 à 21. Les Bleues remportent ainsi un deuxième titre mondial après celui de 2003 et se qualifient directement pour le Championnat du monde 2019 au Japon.

#### Premier titre européen en 2018
Pour la première fois, la France accueille le Championnat d'Europe 2018. Qualifiées d'office en tant que pays hôte, les Bleues se classent deuxièmes de la poule B au tour préliminaire, disputé à Nancy; avec un bilan de deux victoires contre la Slovénie (30-21) et le Monténégro (25-20), ainsi qu'une défaite lors du match d'ouverture contre la Russie (23-26).
Les Françaises se qualifient pour les demi-finales de la compétition continentale en terminant à la 2e place de la poule 1 au tour principal disputé à Nantes grâce à deux victoires acquises contre le Danemark (29-23) et la Serbie (38-28), ainsi qu'un score de parité contre la Suède (21-21).
Lors du Final 4 à Paris, les Bleues dominent les Pays-Bas (27-21) en demi-finale et remportent ensuite leur premier titre européen en prenant leur revanche sur la Russie (24-21) en finale. Cette grosse performance permet par la même occasion à l'équipe de France de se qualifier directement pour les Jeux olympiques 2020 à Tokyo (Japon).

#### La sortie de route japonaise en 2019
Au Championnat du monde féminin de handball 2019, disputé au Japon sept mois avant Jeux olympiques de Tokyo (avant qu'ils ne soient reportés d'un an du fait de la pandémie de Covid-19). La France remet son titre en jeu mais ne passe pas la phase préliminaire et ne termine qu'à la 13e place.
Battues d'entrée par la Corée du Sud (27-29) puis tenues en échec par le Brésil, les championnes du monde et d'Europe en titre loupent leur entrée dans la compétition. Si les Françaises se rattrapent face à l'Australie (46-7) et surtout l'Allemagne (27-25), elles s'inclinent à nouveau dans le match couperet face au Danemark (18-20) et sont donc éliminées dès le tour préliminaire. Combiné à l'échec des hommes à l' Euro 2020 un mois plus tard, les équipes de France se trouvent alors en plein doute en vue de l'échéance olympique...

#### Une année 2020 perturbée mais conclue en argent
La pandémie de Covid-19 perturbe totalement l'année 2020 : saisons de clubs arrêtés, matchs annulées ou à huis clos, protocoles sanitaires, report des Jeux olympiques...
En fin d'année, le Championnat d'Europe 2020 a malgré tout lieu. Les Françaises y sont qualifiées d'office grâce à leur victoire au Championnat d'Europe 2018, le pays hôte de la compétition étant le Danemark.
Elles se classent premières devant le Danemark lors du tour préliminaire et finissent à la même position lors du tour principal avec 9 points au total, ce qui les qualifie pour les demi-finales.
Elles battent lors de celles-ci la Croatie (30-19), ce qui leur permet d'atteindre la finale où elles sont battues par les favorites de la compétition, la Norvège (20-22).

#### 2021: Tokyo et la consécration olympique
Qualifiée d'office grâce à sa victoire à l'Euro 2018, l'équipe de France démarre le tournoi des Jeux olympiques de Tokyo (reporté en août 2021) avec une victoire face à la Hongrie (30-29), mais se retrouve au bord de l'élimination dès le premier tour en perdant contre l'Espagne (25-28), en faisant match nul face à la Suède (28-28) et en étant battues par les « joueuses du Comité Olympique Russe » (27-28). Avant d'affronter le Brésil dans leur dernier match de poule qui conditionne pour elles le retour en France ou la suite de leur tournoi, elles se réunissent pour une importante discussion où elle se disent ce qui ne va pas, se « mettent à nu » et décident de croire en elles. Elle trouvent aussi un « cri de guerre » défensif prononcé à chaque temps-mort : Grâce Zaadi lance « Fèmé boutik ! » (fermer la boutique en créole) et les joueuses répondent « Fèmé ! ». Comme libérées, les joueuses d'Olivier Krumbholz battent facilement le Brésil (29-22) et accèdent aux quarts de finale où elles dominent les Pays-Bas de bout en bout, s'imposant 32-22 dans un match où la gardienne Amandine Leynaud se distingue avec un total de 22 arrêts. Le 6 août 2021, l'équipe de France féminine de handball se qualifie pour sa deuxième finale olympique consécutive en battant la Suède 29-27 en demi-finale, après s'être détachée dans les derniers instants du match avec une avance de quatre buts à trois minutes de la fin.
Le 8 août, au dernier jour des Jeux de Tokyo, face aux joueuses du Comité olympique Russe qui les avaient battues en 2016, les Bleues s'imposent 30-25, et remportent leur premier titre olympique. La France atteint la mi-temps avec un avantage de deux buts (15-13). Encore à égalité 16-16 à la 39e minute, elle se détache au cours de la deuxième période grâce aux arrêts de Cléopâtre Darleux, une défense bien en place, et une belle efficacité en attaque, notamment celle de Pauletta Foppa (100 % de réussite au tir à 7/7), se ménageant un avantage de quatre buts (20-16 à la 43e minute) que les joueuses russes ne parviendront pas à réduire jusqu'à la fin du match, l'écart montant même à + 6 à plusieurs reprises. Les trois dernières minutes du match voient les joueuses sur le banc et sur le terrain, ainsi que les joueurs de l'équipe de France masculine présents dans les tribunes, exulter tant la victoire est acquise. Les équipes de France masculine et féminine sont sacrées championnes olympiques à Tokyo à 24 heures d'écart. Les Bleues deviennent la 7e sélection de l'histoire à remporter la médaille d'or.

#### Nouvelle finale auChampionnat du monde 2021
Pour le  Mondial 2021 disputé en Espagne en décembre 2021, jouant tous ses matches dans la salle de Granollers, l'équipe de France passe le tour préliminaires et le tour principal invaincue, puis élimine facilement la Suède en quarts de finale (31-26), et plus difficilement le Danemark en demi-finale (23-22) après avoir été menée au score durant les cinquante premières minutes. Après huit victoires dans ce tournoi, l'équipe de la capitaine Coralie Lassource parvient ainsi à sa sixième finale mondiale depuis 1999, et à nouveau face à la Norvège (qui l'a battue en finale 1999 et 2011 et qu'elle a dominé pour le titre 2017).
Le 19 décembre, les visages des deux périodes sont diamétralement opposés. Durant les 29 premières minutes, les Françaises étouffent leurs rivales, les empêchent de marquer durant sept minutes et ont plusieurs fois une avance de six buts et plusieurs balles de +7. Mais les Norvégiennes réduisent l'écart à -4 juste avant la pause (12-16). Au retour des vestiaires, l'équipe scandinave égalise à 16-16 en quelques minutes puis s'envole au score, notamment grâce à la gardienne Silje Solberg (onze arrêts dont sept consécutivement en deuxième période). La France traverse alors un « trou noir » et s'incline lourdement, 29-22,. Quatre mois après son titre olympique, il s'agit de sa sixième médaille mondiale et de la quatrième en argent, avec une présence en finale des trois derniers tournois majeurs : Euro, JO et Mondial.

#### Au pied du podium à l'Euro 2022
Après avoir gagné tous ses matchs de poule du tour préliminaire puis du tour principal, la France s'incline contre la Norvège en demi-finale. Battue par le Monténégro après prolongations lors de la petite finale, l'équipe n'obtient que la quatrième place et échoue au pied du podium.

#### Troisièmetitre mondial en 2023
Lors du Championnat du monde 2023 qui se déroule en terre scandinave (Norvège, Suède, Danemark), l'équipe de France emmenée par sa capitaine Estelle Nze Minko débute avec difficulté son tournoi contre l'Angola (30-29) au point d'Olivier Krumbholz concède que « En jouant comme cela, il n’y a pas d'issue ». Les matchs suivants sont plus rassurants avec quatre victoires probantes face à l'Islande et la Slovénie au tour préliminaire puis l'Autriche et la Corée du Sud au tour principal, synonymes de qualification en quart de finale. Le dernier match face à la Norvège elle aussi qualifiée n'a pas d'enjeu majeur mais se conclut par une belle victoire en Norvège 24-23, un succès qui lui permet de poursuivre son sans-faute au Mondial et d'avoir un quart de finale plus abordable. La première mi-temps du quart de finale face à la Tchéquie est compliqué (18-16), mais Laura Glauser arrête deux tirs tchèques sur trois lors de la deuxième mi-temps et joue un rôle décisif dans une victoire finalement large 33 à 22. Avec une Glauser à nouveau décisive (9 arrêts sur 18 tirs lors de la première mi-temps) et une Tamara Horacek aussi précieuse en défense qu'en attaque (9 buts sur 10 tirs), la France écarte ensuite facilement la Suède (13-3 à la 18e, 19-11 à la mi-temps, 37-28 score final) et rejoint la Norvège en finale du Mondial. À nouveau très efficace offensivement (20 buts marqués à la mi-temps), les Bleues dominent de bout en bout la Norvège pour s'imposer 31 à 28 et remporter pour la première fois tous ses matches (9) dans un Championnat du monde. Très efficace offensivement avec notamment Estelle Nze Minko et Chloé Valentini dans l'équipe-type de la compétition, avec un axe central défensif Pauletta Foppa-Tamara Horacek particulièrement solide, des jeunes talents qui se révèlent comme Léna Grandveau (qui marque les quatre derniers buts français de la finale), deux gardiennes qui brillent tour à tour (Laura Glauser, élue meilleure gardienne de but du Mondial, et Hatadou Sako), la France et Olivier Krumbholz accrochent leur troisième étoile, 20 ans après la première.

#### L'argent de Paris 2024
Comme son homologue masculine qui a remporté sa dernière compétition internationale (l'Euro 2024), l'équipe de France fait ainsi figure de favori légitime au titre lors de ces Jeux olympiques disputés à domicile. Si l'entrée en matière est difficile face à la Hongrie (1-5 au bout de 7 minutes), les Françaises se reprennent rapidement (13-9, 25e) pour ne plus lâcher la mène (31-28 score final). Les victoires s’enchaînent (32 à 28 face aux Pays-Bas, 26 à 20 face au Brésil, 38 à 24 face à l'Angola et 32 à 24 face à l'Espagne) et la France termine sans trop forcer première de sa poule. Place au quart de finale disputé devant les près de 27 000 spectateurs et spectatrices du Stade Pierre-Mauroy de Villeneuve-d'Ascq : les Allemandes sont rapidement distancées (9-3 puis 15-10) mais reviennent au score (15-15, 40e). Les Bleues se reprennent est maintiennent un écart d'au moins 2 buts jusqu'au coup de sifflet final (26-23) : l'écueil des éliminations en quart de finale lors des quatre premiers JO est définitivement vaincu et la France atteint le stade des demi-finales pour la troisième fois consécutive. Alors que les hommes ont été eux éliminés, la pression monte d'un cran. Face à la Suède, la France court après le score la majeure partie du match puis, dans le money-time, Tamara Horacek est décisive : elle inscrit deux penalties puis le but de l'égalisation, 25-25, à 14 secondes de la fin du temps réglementaire. Elle en inscrira 2 de plus pendant les prolongations pour clore un 5-1 qui sonne le glas des espoirs suédois (31-28, score final). Dans l'autre demi-finale, le Danemark n'a pas été en mesure de contrecarrer la domination norvégienne et ce sont bien les deux meilleurs nations du moment qui se retrouvent en finale. Les Françaises démarrent bien (4-1, 5e, 11-9, 22e) mais ne résistent pas à la montée en puissance de la Norvège de Lunde et consorts (12-14 à la 29e, 15-21 à la 42e, 17-24 à la 49e) pour finalement s'incliner lourdement 21 à 29. Face à des Norvégiennes tout simplement plus fortes, les Françaises, tristes mais pas amères, terminent donc la compétition avec une nouvelle médaille, en argent. Sur le plan individuel, trois joueuses sont élues dans l'équipe-type de la compétition (Laura Glauser dans les buts, la capitaine Estelle Nze Minko au poste d'arrière gauche et l'ailière droite Alicia Toublanc) tandis que Tamara Horacek termine deuxième meilleure buteuse, un but derrière la Suédoise Nathalie Hagman.
Cette troisième finale olympique consécutive constitue aussi le dernier match d'Olivier Krumbholz, sélectionneur le plus titré de l’histoire du sport français,. Son bilan à la tête de l'équipe de France est alors :
| Jeux olympiques - (2020) - (2016, 2024) |  | Championnat du monde - (2003, 2017, 2023) - (1999, 2009, 2011, 2021) | Championnat d'Europe - (2018) - (2020) - (2002, 2006, 2016) |

### Gardillou, le changement dans la continuité
C'est alors Sébastien Gardillou, chargé de la vidéo de 2005 à 2010 puis adjoint d'Olivier Krumbholz depuis 2016, qui prend la tête de l'équipe de France

## Palmarès

### Titres et trophées
Le 8 août 2021, l'équipe de France devient la première sélection féminine française de sport collectif championne olympique (la 6e au total). Elle devient également la quatrième sélection après la Corée du Sud (en 1995), le Danemark (en 1997) et la Norvège (en 2008) à avoir remporté les trois trophées majeurs.
| Jeux olympiques - (2020) - (2016, 2024) (*) Record |  | Championnat du monde - (2003, 2017, 2023) - (1999, 2009, 2011, 2021) | Championnat d'Europe - (2018) - (2020) - (2002, 2006, 2016) | Jeux méditerranéens* - (1997, 2001, 2009) - (1987, 1991, 1993) |

### Diverses victoires
- Tournoi de France: 
  -  en 2001, 2003, 2009, 2011, 2015 et 2023
  -  en 2004, 2007 et 2024
  -  en 2002 et 2008

### Distinctions
L'équipe de France féminine de handball a obtenu le Prix Emmanuel Rodocanachi de l'Académie des sports en 2004, comme Meilleure équipe française de l'année 2003 à la suite de son premier titre mondial.
L'équipe médaillée d'argent aux JO de Rio en 2016 a reçu l'Ordre du Mérite.
L'équipe médaillée d'or aux JO de Tokyo en 2021 a reçu la Légion d'Honneur.

### Parcours détaillé
| Année | Rang                               | J             | G             | N             | P             | BP            | BC            | D             |
| ----- | ---------------------------------- | ------------- | ------------- | ------------- | ------------- | ------------- | ------------- | ------------- |
| 1976  | non qualifiée                      | non qualifiée | non qualifiée | non qualifiée | non qualifiée | non qualifiée | non qualifiée | non qualifiée |
| 1980  | non qualifiée                      | non qualifiée | non qualifiée | non qualifiée | non qualifiée | non qualifiée | non qualifiée | non qualifiée |
| 1984  | non qualifiée                      | non qualifiée | non qualifiée | non qualifiée | non qualifiée | non qualifiée | non qualifiée | non qualifiée |
| 1988  | non qualifiée                      | non qualifiée | non qualifiée | non qualifiée | non qualifiée | non qualifiée | non qualifiée | non qualifiée |
| 1992  | non qualifiée                      | non qualifiée | non qualifiée | non qualifiée | non qualifiée | non qualifiée | non qualifiée | non qualifiée |
| 1996  | non qualifiée                      | non qualifiée | non qualifiée | non qualifiée | non qualifiée | non qualifiée | non qualifiée | non qualifiée |
| 2000  | 6e place                           | 7             | 3             | 0             | 4             | 180           | 177           | +3            |
| 2004  | 4e place                           | 7             | 3             | 0             | 4             | 179           | 182           | -3            |
| 2008  | 5e place                           | 8             | 4             | 0             | 4             | 219           | 217           | +2            |
| 2012  | 5e place                           | 6             | 4             | 1             | 1             | 147           | 126           | +21           |
| 2016  | Médaille d'argent, Jeux olympiques | 8             | 6             | 0             | 2             | 188           | 164           | +24           |
| 2020  | Médaille d'or, Jeux olympiques     | 8             | 5             | 1             | 2             | 230           | 209           | +21           |
| 2024  | Médaille d'argent, Jeux olympiques | 8             | 7             | 0             | 1             | 237           | 204           | +33           |
| Total | 7/13                               | 52            | 32            | 2             | 18            | 1380          | 1279          | +101          |

| Année  | Rang                       | J             | G             | N             | P             | BP            | BC            | D             |
| ------ | -------------------------- | ------------- | ------------- | ------------- | ------------- | ------------- | ------------- | ------------- |
| 1994   | non qualifiée              | non qualifiée | non qualifiée | non qualifiée | non qualifiée | non qualifiée | non qualifiée | non qualifiée |
| 1996   | non qualifiée              | non qualifiée | non qualifiée | non qualifiée | non qualifiée | non qualifiée | non qualifiée | non qualifiée |
| 1998   | non qualifiée              | non qualifiée | non qualifiée | non qualifiée | non qualifiée | non qualifiée | non qualifiée | non qualifiée |
| 2000   | 5e place                   | 6             | 4             | 0             | 2             | 150           | 125           | +25           |
| 2002   | Médaille de bronze, Europe | 8             | 5             | 0             | 3             | 189           | 191           | -2            |
| 2004   | 11e place                  | 6             | 1             | 0             | 5             | 153           | 177           | -24           |
| 2006   | Médaille de bronze, Europe | 8             | 5             | 0             | 3             | 203           | 196           | +7            |
| 2008   | 14e place                  | 3             | 0             | 0             | 3             | 74            | 83            | -9            |
| / 2010 | 5e place                   | 7             | 5             | 0             | 2             | 168           | 153           | +15           |
| 2012   | 9e place                   | 6             | 3             | 0             | 3             | 140           | 131           | +9            |
| / 2014 | 5e place                   | 7             | 5             | 1             | 1             | 168           | 150           | +18           |
| 2016   | Médaille de bronze, Europe | 8             | 6             | 0             | 2             | 183           | 164           | +19           |
| 2018   | Médaille d'or, Europe      | 8             | 6             | 1             | 1             | 217           | 181           | +36           |
| 2020   | Médaille d'argent, Europe  | 8             | 6             | 1             | 1             | 209           | 179           | +30           |
| / 2022 | 4e place                   | 8             | 6             | 0             | 2             | 222           | 177           | +45           |
| / 2024 | 4e place                   | 9             | 7             | 0             | 2             | 255           | 211           | +44           |
| Total  | 13/16                      | 92            | 59            | 3             | 30            | 2331          | 2118          | +213          |

| Année | Rang          | J             | G             | N             | P             | BP            | BC            | D             |
| ----- | ------------- | ------------- | ------------- | ------------- | ------------- | ------------- | ------------- | ------------- |
| 1949  | 4e place      | 3             | 0             | 0             | 3             | 6             | 19            | -13           |
| 1956  | 6e place      | 4             | 0             | 1             | 2             | 9             | 19            | -10           |
| 1960  | non qualifiée | non qualifiée | non qualifiée | non qualifiée | non qualifiée | non qualifiée | non qualifiée | non qualifiée |
| Total | 2/3           | 1             | 6             | 0             | 1             | 15            | 38            | -23           |

| Année  | Rang                        | J                           | G                           | N                           | P                           | BP                          | BC                          | D                           |
| ------ | --------------------------- | --------------------------- | --------------------------- | --------------------------- | --------------------------- | --------------------------- | --------------------------- | --------------------------- |
| 1957   | non qualifiée               | non qualifiée               | non qualifiée               | non qualifiée               | non qualifiée               | non qualifiée               | non qualifiée               | non qualifiée               |
| 1962   | non qualifiée               | non qualifiée               | non qualifiée               | non qualifiée               | non qualifiée               | non qualifiée               | non qualifiée               | non qualifiée               |
| 1965   | non qualifiée               | non qualifiée               | non qualifiée               | non qualifiée               | non qualifiée               | non qualifiée               | non qualifiée               | non qualifiée               |
| 1971   | non qualifiée               | non qualifiée               | non qualifiée               | non qualifiée               | non qualifiée               | non qualifiée               | non qualifiée               | non qualifiée               |
| 1973   | non qualifiée               | non qualifiée               | non qualifiée               | non qualifiée               | non qualifiée               | non qualifiée               | non qualifiée               | non qualifiée               |
| 1975   | non qualifiée               | non qualifiée               | non qualifiée               | non qualifiée               | non qualifiée               | non qualifiée               | non qualifiée               | non qualifiée               |
| B 1977 | 8e place                    | 5                           | 1                           | 0                           | 4                           | 62                          | 89                          | -27                         |
| 1978   | non qualifiée               | non qualifiée               | non qualifiée               | non qualifiée               | non qualifiée               | non qualifiée               | non qualifiée               | non qualifiée               |
| B 1981 | 10e place                   | 6                           | 1                           | 0                           | 5                           | 91                          | 130                         | -39                         |
| 1982   | non qualifiée               | non qualifiée               | non qualifiée               | non qualifiée               | non qualifiée               | non qualifiée               | non qualifiée               | non qualifiée               |
| B 1983 | non qualifiée               | non qualifiée               | non qualifiée               | non qualifiée               | non qualifiée               | non qualifiée               | non qualifiée               | non qualifiée               |
| B 1985 | 9e place                    | 7                           | 2                           | 2                           | 3                           | 123                         | 145                         | -22                         |
| 1986   | 15e place                   | 6                           | 1                           | 0                           | 5                           | 89                          | 121                         | -32                         |
| B 1987 | 12e place                   | 7                           | 1                           | 0                           | 6                           | 133                         | 148                         | -15                         |
| C 1988 | 2e place                    | 5                           | 4                           | 0                           | 1                           | 101                         | 64                          | +37                         |
| B 1989 | 9e place                    | 7                           | 2                           | 2                           | 3                           | 132                         | 143                         | -9                          |
| 1990   | 14e place                   | 6                           | 2                           | 0                           | 4                           | 114                         | 137                         | -23                         |
| B 1992 | 8e place                    | 6                           | 2                           | 0                           | 4                           | 104                         | 123                         | -19                         |
| 1993   | non qualifiée               | non qualifiée               | non qualifiée               | non qualifiée               | non qualifiée               | non qualifiée               | non qualifiée               | non qualifiée               |
| / 1995 | non qualifiée               | non qualifiée               | non qualifiée               | non qualifiée               | non qualifiée               | non qualifiée               | non qualifiée               | non qualifiée               |
| 1997   | 10e place                   | 6                           | 3                           | 0                           | 3                           | 160                         | 125                         | +35                         |
| / 1999 | Médaille d'argent, monde    | 9                           | 7                           | 0                           | 2                           | 213                         | 178                         | +35                         |
| 2001   | 5e place                    | 9                           | 7                           | 0                           | 2                           | 246                         | 207                         | +39                         |
| 2003   | Médaille d'or, monde        | 10                          | 9                           | 0                           | 1                           | 282                         | 224                         | +58                         |
| 2005   | 12e place                   | 8                           | 3                           | 0                           | 5                           | 212                         | 199                         | +13                         |
| 2007   | 5e place                    | 10                          | 7                           | 0                           | 3                           | 287                         | 251                         | +36                         |
| 2009   | Médaille d'argent, monde    | 10                          | 7                           | 0                           | 3                           | 258                         | 219                         | +39                         |
| 2011   | Médaille d'argent, monde    | 9                           | 7                           | 0                           | 2                           | 268                         | 204                         | +64                         |
| 2013   | 6e place                    | 7                           | 6                           | 0                           | 1                           | 173                         | 121                         | +52                         |
| 2015   | 7e place                    | 9                           | 5                           | 1                           | 3                           | 227                         | 194                         | +33                         |
| 2017   | Médaille d'or, monde        | 9                           | 7                           | 1                           | 1                           | 236                         | 189                         | +47                         |
| 2019   | 13e place                   | 7                           | 4                           | 1                           | 2                           | 191                         | 138                         | +53                         |
| 2021   | Médaille d'argent, monde    | 9                           | 8                           | 0                           | 1                           | 240                         | 197                         | +43                         |
| / 2023 | Médaille d'or, monde        | 9                           | 9                           | 0                           | 0                           | 290                         | 228                         | +62                         |
| / 2025 | qualifiée (tenant du titre) | qualifiée (tenant du titre) | qualifiée (tenant du titre) | qualifiée (tenant du titre) | qualifiée (tenant du titre) | qualifiée (tenant du titre) | qualifiée (tenant du titre) | qualifiée (tenant du titre) |
| Total  | 16/26                       | 133                         | 92                          | 3                           | 38                          | 3486                        | 2932                        | +554                        |

## Statistiques en phase finale des compétitions internationales
Cette section traite de toutes les statistiques concernant l'équipe de France en phase finale des compétitions internationales au 15 décembre 2024 :
| Statistiques                                  | Jeux olympiques                                                                                          | Championnat du monde | Championnat d'Europe |
| --------------------------------------------- | --- | --- | --- |
| Nombre de participations (première-dernière)  | 7 (2000-2024)                                                                                            | 16 (1986-2023) | 13 (2000-2024) |
| Meilleur résultat                             | 1re place (2020)                                                                                         | 1re place (2003, 2017 et 2023) | 1re place (2018) |
| Plus mauvais résultat                         | 6e place (2000)                                                                                          | 15e place (1986) | 14e place (2008) |
| Médailles remportées                          | Médaille d'or, Jeux olympiques · Médaille d'argent, Jeux olympiques · Médaille d'argent, Jeux olympiques | Médaille d'or, monde · Médaille d'or, monde · Médaille d'or, monde · Médaille d'argent, monde · Médaille d'argent, monde · Médaille d'argent, monde · Médaille d'argent, monde | Médaille d'or, Europe · Médaille d'argent, Europe · Médaille de bronze, Europe · Médaille de bronze, Europe · Médaille de bronze, Europe |
| Matches joués (dont rencontres éliminatoires) | 52 (14)                                                                                                  | 133 (30) | 92 (9) |
| Victoires (dont rencontres éliminatoires)     | 32 (8)                                                                                                   | 92 (21) | 59 (3) |
| Égalités (dont rencontres éliminatoires)      | 2 (0) | 3 (0) | 3 (0) |
| Défaites (dont rencontres éliminatoires)      | 18 (6)                                                                                                   | 38 (9) | 30 (6) |
| Plus grand nombre de victoires                | 7 (2024)                                                                                                 | 9 (plusieurs fois) | 7 (2024) |
| Plus petit nombre de victoires                | 3 (plusieurs fois)                                                                                       | 1 (1986) | 0 (2008) |
| Plus grand nombre de défaites                 | 4 (plusieurs fois)                                                                                       | 5 (plusieurs fois) | 5 (2004) |
| Plus petit nombre de défaites                 | 1 (plusieurs fois)                                                                                       | 0 (2023) | 1 (plusieurs fois) |
| Nombre total de buts inscrits                 | 1380 | 3486 | 2331 |
| Nombre total de buts concédés                 | 1279 | 2932 | 2118 |
| Différence de buts totale                     | +101 | +554 | +213 |
| Plus grand nombre de buts inscrits            | 237 (2024)                                                                                               | 290 (2023) | 255 (2024) |
| Plus petit nombre de buts inscrits            | 147 (2012)                                                                                               | 89 (1986) | 74 (2008) |
| Plus grand nombre de buts concédés            | 217 (2008)                                                                                               | 251 (2007) | 211 (2024) |
| Plus petit nombre de buts concédés            | 126 (2012)                                                                                               | 121 (1986) | 83 (2008) |
| Meilleure différence de buts                  | +33 (2024)                                                                                               | +64 (2011) | +45 (2022) |
| Plus mauvaise différence de buts              | -3 (2004)                                                                                                | -32 (1986) | -24 (2004) |
| Plus large victoire acquise                   | +16 | +39 | +14 |
| Plus large défaite concédée                   | -10 | -19 | -11 |

1. ↑  dont la dernière en 2023
2. ↑  dont la dernière en 2004
3. ↑  dont la dernière en 2008
4. ↑  dont la dernière en 2005
5. ↑  dont la dernière en 2024
6. ↑  dont la dernière en 2020
7. ↑  27 à 11 face à l'Argentine en 2016.
8. ↑  46 à 7 face à l'Australie en 2019.
9. ↑  35 à 21 face à la Roumanie en 2022.
10. ↑  24 à 34 face à la Norvège en 2008.
11. ↑  8 à 27 face à la Roumanie en 1986.
12. ↑  Plusieurs fois dont la dernière avec un résultat de 19 à 30 face à la Norvège en 2012.

## Résultats en compétitions internationales
Cette section traite de tous les résultats de l'équipe de France en compétitions internationales (Jeux olympiques, Championnat du monde, Championnat d'Europe, qualifications continentales et mondiales).

### Résultats et statistiques en compétitions internationales
Au 15 décembre 2024, les statistiques concernant les résultats de l'équipe de France en compétitions internationales (Jeux olympiques, Championnat du monde, Championnat d'Europe, qualifications continentales et mondiales) par adversaire sont :

### Principaux résultats en compétitions internationales
Les principaux résultats concernant l'équipe de France en compétitions internationales du 15 février 1975 au 15 décembre 2024 sont :
Légende :
- Victoire
- Égalité
- Défaite

| Date              | Lieu                          | Adversaire      | Score                 | Match                                                             | Commentaires |
| ----------------- | ----------------------------- | --------------- | --------------------- | ----------------------------------------------------------------- | --- |
| 15 février 1975   | Saint-Maur-des-Fossés, France | Hongrie         | 6 - 16                | Barrage aller de qualification pour le Championnat du monde 1975  | 1re rencontre en compétition internationale                                                                             |
| 15 mars 1975      | Budapest, Hongrie             | Hongrie         | 17 - 9                | Barrage retour de qualification pour le Championnat du monde 1975 | Non qualification pour le Championnat du monde 1975 et pour les Jeux olympiques 1976                                    |
| 8 décembre 1977   | Neunkirchen, RFA              | Pays-Bas        | 9 - 20                | Poule 1 du tour principal au Championnat du monde B 1977          | Non qualification pour le Championnat du monde 1978 et pour les Jeux olympiques 1980                                    |
| 1er décembre 1981 | Viborg, Danemark              | Norvège         | 10 - 18               | Poule A du tour préliminaire au Championnat du monde B 1981       | Non qualification pour le Championnat du monde 1982 et pour les Jeux olympiques 1984                                    |
| 21 décembre 1985  | Wilhelmshaven, RFA            | Bulgarie        | 22 - 21               | Match pour la 9e place au Championnat du monde B 1985             | Qualification pour le Championnat du monde 1986                                                                         |
| 4 décembre 1986   | Leeuwarden, Pays-Bas          | RFA             | 17 - 21               | Poule D du tour préliminaire du Championnat du monde 1986         | 1re rencontre au Championnat du monde                                                                                   |
| 6 décembre 1986   | Groningue, Pays-Bas           | Corée du Sud    | 11 - 27               | Poule D du tour préliminaire du Championnat du monde 1986         | Élimination au Championnat du monde 1986                                                                                |
| 14 décembre 1987  | Bourgas, Bulgarie             | Roumanie        | 17 - 28               | Poule 2 du tour principal du Championnat du monde B 1987          | Non qualification pour les Jeux olympiques 1988                                                                         |
| 15 décembre 1987  | Bourgas, Bulgarie             | Bulgarie        | 22 - 19               | Poule 2 du tour principal du Championnat du monde B 1987          | Relégation en Championnat du monde C 1988                                                                               |
| 31 octobre 1988   | Dreux, France                 | Espagne         | 16 - 12               | Poule A du tour principal du Championnat du monde C 1988          | Promotion en Championnat du monde B 1989                                                                                |
| 1er novembre 1988 | Dreux, France                 | Suède           | 18 - 19               | Finale du Championnat du monde C 1988                             | 1re médaille à un Championnat du monde C :                                                                              |
| 10 décembre 1989  | Randers, Danemark             | Tchécoslovaquie | 25 - 25 a2p 5 - 4 tab | Match pour la 9e place au Championnat du monde B 1989             | Qualification pour le Championnat du monde 1990                                                                         |
| 27 novembre 1990  | Séoul, Corée du Sud           | Pologne         | 19 - 29               | Poule A du tour préliminaire du Championnat du monde 1990         | Élimination au Championnat du monde 1990 et non qualification pour les Jeux olympiques 1992                             |
| 4 décembre 1992   | Kaunas, Lituanie              | Bulgarie        | 18 - 22               | Poule A du tour principal du Championnat du monde B 1992          | Non qualification pour le Championnat du monde 1993                                                                     |
| 19 octobre 1993   | Lille, France                 | Norvège         | 14 - 17               | Groupe 5 de qualification pour le Championnat d'Europe 1994       | Non qualification pour le Championnat d'Europe 1994, pour le Championnat du monde 1995 et pour les Jeux olympiques 1996 |
| 3 avril 1996      | Dijon, France                 | Pologne         | 21 - 23               | Groupe 2 de qualification pour le Championnat d'Europe 1996       | Non qualification pour le Championnat d'Europe 1996                                                                     |
| 23 avril 1997     | Metz, France                  | Ukraine         | 26 - 24               | Groupe 6 de qualification pour le Championnat du monde 1997       | Qualification pour le Championnat du monde 1997                                                                         |
| 9 décembre 1997   | Hanovre, Allemagne            | Pologne         | 20 - 30               | Huitième de finale du Championnat du monde 1997                   | Élimination au Championnat du monde 1997                                                                                |
| 3 mai 1998        | Alta, Norvège                 | Norvège         | 23 - 21               | Groupe 3 de qualification pour le Championnat d'Europe 1998       | Non qualification pour le Championnat d'Europe 1998                                                                     |
| 21 mars 1999      | Kiev, Ukraine                 | Ukraine         | 19 - 19               | Groupe 6 de qualification pour le Championnat du monde 1999       | Qualification pour le Championnat du monde 1999                                                                         |
| 9 décembre 1999   | Hamar, Norvège                | Danemark        | 19 - 17 ap            | Quart de finale du Championnat du monde 1999                      | Qualification pour les Jeux olympiques 2000                                                                             |
| 11 décembre 1999  | Lillehammer, Norvège          | Roumanie        | 18 - 17               | Demi-finale du Championnat du monde 1999                          | |
| 12 décembre 1999  | Lillehammer, Norvège          | Norvège         | 25 - 24 a2p           | Finale du Championnat du monde 1999                               | 1re médaille au Championnat du monde:                                                                                   |
| 16 avril 2000     | Limoges, France               | Slovénie        | 23 - 20               | Barrage retour de qualification pour le Championnat d'Europe 2000 | Qualification pour le Championnat d'Europe 2000                                                                         |
| 17 septembre 2000 | Sydney, Australie             | Corée du Sud    | 18 - 25               | Poule A du tour préliminaire des Jeux olympiques 2000             | 1re rencontre aux Jeux olympiques                                                                                       |
| 28 septembre 2000 | Sydney, Australie             | Danemark        | 26 - 28 ap            | Quart de finale des Jeux olympiques 2000                          | Élimination aux Jeux olympiques 2000                                                                                    |
| 8 décembre 2000   | Râmnicu Vâlcea, Roumanie      | Russie          | 21 - 22               | Poule A du tour principal du Championnat d'Europe 2000            | 1re rencontre au Championnat d'Europe                                                                                   |
| 12 décembre 2000  | Râmnicu Vâlcea, Roumanie      | Hongrie         | 29 - 32               | Poule A du tour principal du Championnat d'Europe 2000            | Élimination au Championnat d'Europe 2000                                                                                |
| 13 décembre 2000  | Râmnicu Vâlcea, Roumanie      | Autriche        | 26 - 14               | Poule A du tour principal du Championnat d'Europe 2000            | Qualification pour le Championnat du monde 2001                                                                         |
| 15 décembre 2000  | Râmnicu Vâlcea, Roumanie      | Norvège         | 23 - 19               | Match pour la 5e place au Championnat d'Europe 2000               | Qualification pour le Championnat d'Europe 2002                                                                         |
| 11 décembre 2001  | Bressanone, Italie            | Espagne         | 32 - 25               | Huitième de finale du Championnat du monde 2001                   | |
| 13 décembre 2001  | Bolzano, Italie               | Norvège         | 26 - 29               | Quart de finale du Championnat du monde 2001                      | Élimination au Championnat du monde 2001                                                                                |
| 11 décembre 2002  | Aarhus, Danemark              | Roumanie        | 29 - 26               | Poule 1 du tour principal du Championnat d'Europe 2002            | Qualifications pour le Championnat du monde 2003 et pour le Championnat d'Europe 2004                                   |
| 14 décembre 2002  | Aarhus, Danemark              | Norvège         | 16 - 21               | Demi-finale du Championnat d'Europe 2002                          | Élimination au Championnat d'Europe 2002                                                                                |
| 15 décembre 2002  | Aarhus, Danemark              | Russie          | 27 - 22               | Match pour la 3e place au Championnat d'Europe 2002               | 1re médaille au Championnat d'Europe:                                                                                   |
| 11 décembre 2003  | Zagreb, Croatie               | Russie          | 20 - 19               | Poule 1 du tour principal du Championnat du monde 2003            | Qualification pour les Jeux olympiques 2004                                                                             |
| 13 décembre 2003  | Zagreb, Croatie               | Ukraine         | 28 - 26 ap            | Demi-finale du Championnat du monde 2003                          | |
| 14 décembre 2003  | Zagreb, Croatie               | Hongrie         | 32 - 29 ap            | Finale du Championnat du monde 2003                               | 1er titre et 2e médaille au Championnat du monde: , qualification pour le Championnat du monde 2005                     |
| 26 août 2004      | Athènes, Grèce                | Hongrie         | 25 - 23               | Quart de finale des Jeux olympiques 2004                          | |
| 27 août 2004      | Athènes, Grèce                | Corée du Sud    | 31 - 32               | Demi-finale des Jeux olympiques 2004                              | Élimination aux Jeux olympiques 2004                                                                                    |
| 28 août 2004      | Athènes, Grèce                | Ukraine         | 18 - 21               | Match pour la 3e place aux Jeux olympiques 2004                   | |
| 15 décembre 2004  | Debrecen, Hongrie             | Danemark        | 20 - 22               | Poule 2 du tour principal du Championnat d'Europe 2004            | Élimination au Championnat d'Europe 2004                                                                                |
| 12 décembre 2005  | Saint-Pétersbourg, Russie     | Allemagne       | 26 - 32               | Poule 2 du tour principal du Championnat du monde 2005            | Élimination au Championnat du monde 2005                                                                                |
| 3 juin 2006       | Adana, Turquie                | Turquie         | 24 - 35               | Barrage retour de qualification pour le Championnat d'Europe 2006 | Qualification pour le Championnat d'Europe 2006                                                                         |
| 14 décembre 2006  | Stockholm, Suède              | Suède           | 23 - 28               | Poule 2 du tour principal du Championnat d'Europe 2006            | Qualification pour le Championnat d'Europe 2008                                                                         |
| 16 décembre 2006  | Stockholm, Suède              | Norvège         | 24 - 28               | Demi-finale du Championnat d'Europe 2006                          | Élimination au Championnat d'Europe 2006                                                                                |
| 17 décembre 2006  | Stockholm, Suède              | Allemagne       | 29 - 25               | Match pour la 3e place au Championnat d'Europe 2006               | 2e médaille au Championnat d'Europe:                                                                                    |
| 2 décembre 2007   | Pau, France                   | Argentine       | 37 - 12               | Poule A du tour préliminaire du Championnat du monde 2007         | 1re rencontre d'un Championnat du monde organisé en France                                                              |
| 13 décembre 2007  | Paris, France                 | Roumanie        | 31 - 34 a2p           | Quart de finale du Championnat du monde 2007                      | Élimination au Championnat du monde 2007                                                                                |
| 30 mars 2008      | Nîmes, France                 | Congo           | 36 - 19               | Tournoi mondial 3 de qualification pour les Jeux olympiques 2008  | Qualification pour les Jeux olympiques 2008                                                                             |
| 19 août 2008      | Pékin, Chine                  | Russie          | 31 - 32 a2p           | Quart de finale des Jeux olympiques 2008                          | Élimination aux Jeux olympiques 2008                                                                                    |
| 7 décembre 2008   | Skopje, Macédoine             | Hongrie         | 26 - 29               | Poule A du tour préliminaire du Championnat d'Europe 2008         | Élimination au Championnat d'Europe 2008                                                                                |
| 14 juin 2009      | Lyon, France                  | Croatie         | 32 - 24               | Barrage retour de qualification pour le Championnat du monde 2009 | Qualification pour le Championnat du monde 2009                                                                         |
| 18 décembre 2009  | Nankin, Chine                 | Espagne         | 27 - 23               | Demi-finale du Championnat du monde 2009                          | |
| 20 décembre 2009  | Nankin, Chine                 | Russie          | 22 - 25               | Finale du Championnat du monde 2009                               | 3e médaille au Championnat du monde:                                                                                    |
| 4 avril 2010      | Pau, France                   | Autriche        | 29 - 22               | Groupe 3 de qualification pour le Championnat d'Europe 2010       | Qualification pour le Championnat d'Europe 2010                                                                         |
| 8 décembre 2010   | Lillehammer, Norvège          | Hongrie         | 18 - 21               | Poule D du tour préliminaire du Championnat d'Europe 2010         | Élimination au Championnat d'Europe 2010                                                                                |
| 12 juin 2011      | Ljubljana, Slovénie           | Slovénie        | 20 - 28               | Barrage retour de qualification pour le Championnat du monde 2011 | Qualification pour le Championnat du monde 2011                                                                         |
| 12 décembre 2011  | São Paulo, Brésil             | Suède           | 26 - 23               | Huitième de finale du Championnat du monde 2011                   | |
| 14 décembre 2011  | São Paulo, Brésil             | Russie          | 25 - 23               | Quart de finale du Championnat du monde 2011                      | |
| 16 décembre 2011  | São Paulo, Brésil             | Danemark        | 28 - 23               | Demi-finale du Championnat du monde 2011                          | |
| 18 décembre 2011  | São Paulo, Brésil             | Norvège         | 24 - 32               | Finale du Championnat du monde 2011                               | 4e médaille au Championnat du monde:                                                                                    |
| 26 mai 2012       | Lyon, France                  | Japon           | 30 - 17               | Tournoi mondial 1 de qualification pour les Jeux olympiques 2012  | Qualification pour les Jeux olympiques 2012                                                                             |
| 30 mai 2012       | Antalya, Turquie              | Turquie         | 23 - 36               | Groupe 4 de qualification pour le Championnat d'Europe 2012       | Qualification pour le Championnat d'Europe 2012                                                                         |
| 7 août 2012       | Londres, Royaume-Uni          | Monténégro      | 22 - 23               | Quart de finale des Jeux olympiques de 2012                       | Élimination aux Jeux olympiques 2012                                                                                    |
| 13 décembre 2012  | Belgrade, Serbie              | Serbie          | 18 - 17               | Poule du tour principal du Championnat d'Europe 2012              | Élimination au Championnat d'Europe 2012                                                                                |
| 9 juin 2013       | Umag, Croatie                 | Croatie         | 26 - 30               | Barrage retour de qualification pour le Championnat du monde 2013 | Qualification pour le Championnat du monde 2013                                                                         |
| 18 décembre 2013  | Novi Sad, Serbie              | Pologne         | 21 - 22               | Quart de finale du Championnat du monde 2013                      | Élimination au Championnat du monde 2013                                                                                |
| 29 mars 2014      | Limoges, France               | Islande         | 24 - 19               | Groupe 2 de qualification pour le Championnat d'Europe 2014       | Qualification pour le Championnat d'Europe 2014                                                                         |
| 16 décembre 2014  | Zagreb, Croatie               | Allemagne       | 24 - 24               | Poule 2 du tour principal du Championnat d'Europe 2014            | Élimination au Championnat d'Europe 2014                                                                                |
| 13 juin 2015      | Velenje, Slovénie             | Slovénie        | 21 - 27               | Barrage retour de qualification pour le Championnat du monde 2015 | Qualification pour le Championnat du monde 2015                                                                         |
| 14 décembre 2015  | Kolding, Danemark             | Espagne         | 22 - 21               | Huitième de finale du Championnat du monde 2015                   | |
| 16 décembre 2015  | Kolding, Danemark             | Pays-Bas        | 25 - 28               | Quart de finale du Championnat du monde 2015                      | Élimination au Championnat du monde 2015                                                                                |
| 12 mars 2016      | Nîmes, France                 | Allemagne       | 25 - 19               | Groupe 7 de qualification pour le Championnat d'Europe 2016       | Qualification pour le Championnat d'Europe 2016                                                                         |
| 20 mars 2016      | Metz, France                  | Japon           | 25 - 17               | Tournoi mondial 1 de qualification pour les Jeux olympiques 2016  | Qualification pour les Jeux olympiques 2016                                                                             |
| 16 août 2016      | Rio de Janeiro, Brésil        | Espagne         | 27 - 26 ap            | Quart de finale des Jeux olympiques 2016                          | |
| 18 août 2016      | Rio de Janeiro, Brésil        | Pays-Bas        | 24 - 23               | Demi-finale des Jeux olympiques 2016                              | |
| 20 août 2016      | Rio de Janeiro, Brésil        | Russie          | 19 - 22               | Finale des Jeux olympiques 2016                                   | 1re médaille aux Jeux olympiques:                                                                                       |
| 14 décembre 2016  | Göteborg, Suède               | Serbie          | 28 - 21               | Poule 1 du tour principal du Championnat d'Europe 2016            | Qualification pour le Championnat du monde 2017                                                                         |
| 16 décembre 2016  | Göteborg, Suède               | Norvège         | 16 - 20               | Demi-finale du Championnat d'Europe 2016                          | Élimination au Championnat d'Europe 2016                                                                                |
| 18 décembre 2016  | Göteborg, Suède               | Danemark        | 25 - 22               | Match pour la 3e place au Championnat d'Europe 2016               | 3e médaille au Championnat d'Europe:                                                                                    |
| 10 décembre 2017  | Leipzig, Allemagne            | Hongrie         | 29 - 26               | Huitième de finale du Championnat du monde 2017                   | |
| 12 décembre 2017  | Leipzig, Allemagne            | Monténégro      | 25 - 22               | Quart de finale du Championnat du monde 2017                      | |
| 15 décembre 2017  | Hambourg, Allemagne           | Suède           | 24 - 22               | Demi-finale du Championnat du monde 2017                          | |
| 17 décembre 2017  | Hambourg, Allemagne           | Norvège         | 23 - 21               | Finale du Championnat du monde 2017                               | 2e titre et 5e médaille au Championnat du monde: , qualification pour le Championnat du monde 2019                      |
| 29 novembre 2018  | Nancy, France                 | Russie          | 23 - 26               | Poule B du tour préliminaire du Championnat d'Europe 2018         | 1re rencontre d'un Championnat d'Europe organisé en France                                                              |
| 14 décembre 2018  | Paris, France                 | Pays-Bas        | 27 - 21               | Demi-finale du Championnat d'Europe 2018                          | |
| 16 décembre 2018  | Paris, France                 | Russie          | 24 - 21               | Finale du Championnat d'Europe 2018                               | 1er titre et 4e médaille au Championnat d'Europe: , qualification pour les Jeux olympiques 2020                         |
| 29 septembre 2019 | Hafnarfjörður, Islande        | Islande         | 17 - 23               | Groupe 6 de qualification pour le Championnat d'Europe 2020       | Qualification pour le Championnat d'Europe 2020                                                                         |
| 6 décembre 2019   | Kumamoto, Japon               | Danemark        | 18 - 20               | Poule B du tour préliminaire du Championnat du monde 2019         | Élimination au Championnat du monde 2019                                                                                |
| 15 décembre 2020  | Herning, Danemark             | Suède           | 31 - 25               | Poule 1 du tour principal du Championnat d'Europe 2020            | Qualification pour le Championnat du monde 2021                                                                         |
| 18 décembre 2020  | Herning, Danemark             | Croatie         | 30 - 19               | Demi-finale du Championnat d'Europe 2020                          | |
| 20 décembre 2020  | Herning, Danemark             | Norvège         | 20 - 22               | Finale du Championnat d'Europe 2020                               | 5e médaille au Championnat d'Europe:                                                                                    |
| 4 août 2021       | Tokyo, Japon                  | Pays-Bas        | 32 - 22               | Quart de finale des Jeux olympiques 2020                          | |
| 6 août 2021       | Tokyo, Japon                  | Suède           | 29 - 27               | Demi-finale des Jeux olympiques 2020                              | |
| 8 août 2021       | Tokyo, Japon                  | Russie          | 30 - 25               | Finale des Jeux olympiques 2020                                   | 1er titre et 2e médaille aux Jeux olympiques:                                                                           |
| 15 décembre 2021  | Granollers, Espagne           | Suède           | 31 - 26               | Quart de finale du Championnat du monde 2021                      | |
| 17 décembre 2021  | Granollers, Espagne           | Danemark        | 23 - 22               | Demi-finale du Championnat du monde 2021                          | |
| 19 décembre 2021  | Granollers, Espagne           | Norvège         | 22 - 29               | Finale du Championnat du monde 2021                               | 6e médaille au Championnat du monde:                                                                                    |
| 6 mars 2022       | Toulouse, France              | Croatie         | 27 - 19               | Groupe 4 de qualification pour le Championnat d'Europe 2022       | Qualification pour le Championnat d'Europe 2022                                                                         |
| 15 novembre 2022  | Skopje, Macédoine du Nord     | Allemagne       | 29 - 21               | Poule 2 du tour principal du Championnat d'Europe 2022            | Qualification pour le Championnat du monde 2023                                                                         |
| 18 novembre 2022  | Ljubljana, Slovénie           | Norvège         | 20 - 28               | Demi-finale du Championnat d'Europe 2022                          | Élimination au Championnat d'Europe 2022                                                                                |
| 20 novembre 2022  | Ljubljana, Slovénie           | Monténégro      | 25 - 27 ap            | Match pour la 3e place du Championnat d'Europe 2022               | |
| 12 décembre 2023  | Trondheim, Norvège            | Tchéquie        | 33 - 22               | Quart de finale du Championnat du monde 2023                      | |
| 15 décembre 2023  | Herning, Danemark             | Suède           | 37 - 28               | Demi-finale du Championnat du monde 2023                          | |
| 17 décembre 2023  | Herning, Danemark             | Norvège         | 31 - 28               | Finale du Championnat du monde 2023                               | 3e titre et 7e médaille au Championnat du monde: , qualification pour le Championnat du monde 2025                      |
| 3 mars 2024       | Orléans, France               | Slovénie        | 41 - 22               | Groupe 4 de qualification pour le Championnat d'Europe 2024       | Qualification pour le Championnat d'Europe 2024                                                                         |
| 25 juillet 2024   | Paris, France                 | Hongrie         | 31 - 28               | Poule B du tour préliminaire des Jeux olympiques 2024             | 1re rencontre aux Jeux olympiques organisés à Paris en France                                                           |
| 6 août 2024       | Villeneuve-d'Ascq, France     | Allemagne       | 26 - 23               | Quart de finale des Jeux olympiques 2024                          | |
| 8 août 2024       | Villeneuve-d'Ascq, France     | Suède           | 31 - 28 ap            | Demi-finale des Jeux olympiques 2024                              | |
| 10 août 2024      | Villeneuve-d'Ascq, France     | Norvège         | 21 - 29               | Finale des Jeux olympiques 2024                                   | 3e médaille aux Jeux olympiques:                                                                                        |
| 13 décembre 2024  | Vienne, Autriche              | Danemark        | 22 - 24               | Demi-finale du Championnat d'Europe 2024                          | Élimination au Championnat d'Europe 2024                                                                                |
| 15 décembre 2024  | Vienne, Autriche              | Hongrie         | 24 - 25               | Match pour la 3e place au Championnat d'Europe 2024               | |

Remarques concernant le résultat :
- Le nombre de buts inscrits par l'équipe de France apparaît en gras.
- Lorsque la rencontre est jouée sur terrain neutre, le résultat commence par le nombre de buts inscrits par l'équipe de France.

### Résultats de l’équipe de France en 2021
Le palmarès de l'équipe de France en 2021 est le suivant :
- 1re place aux Jeux olympiques 2020 à Tokyo (Japon) (1er titre et 2e médaille aux Jeux olympiques: Or) (5 victoires, 1 égalité et 2 défaites).
- 1re place du Groupe 4 de qualification pour le Championnat d'Europe 2022 en Macédoine du Nord, au Monténégro et en Slovénie (2 victoires).
- 2e place au Championnat du monde 2021 en Espagne (6e médaille aux Championnats du monde: Argent) (8 victoires et 1 défaite).

Les résultats des 27 rencontres disputées en 2021 par l'équipe de France sont les suivants :
- 21 victoires dont 15 en compétitions internationales (Jeux olympiques 2020, qualifications pour le Championnat d'Europe 2022 et Championnat du monde 2021).
- 2 égalités dont 1 en compétitions internationales (Jeux olympiques 2020).
- 4 défaites dont 3 en compétitions internationales (Jeux olympiques 2020 et Championnat du monde 2021).

| Date             | Lieu                | Rencontre                 | Événement                                                      |
| ---------------- | ------------------- | ------------------------- | -------------------------------------------------------------- |
| 18 mars 2021     | Créteil, France     | France 26 - 22 Danemark   | Préparation aux Jeux olympiques 2020 (Rencontres amicales)     |
| 20 mars 2021     | Créteil, France     | France 24 - 23 Danemark   | Préparation aux Jeux olympiques 2020 (Rencontres amicales)     |
| 4 juillet 2021   | Bayonne, France     | France 21 - 30 Norvège    | Préparation aux Jeux olympiques 2020 (Rencontres amicales)     |
| 6 juillet 2021   | Bayonne, France     | France 28 - 28 Norvège    | Préparation aux Jeux olympiques 2020 (Rencontres amicales)     |
| 19 juillet 2021  | Kōshū, Japon        | Japon 20 - 41 France      | Préparation aux Jeux olympiques 2020 (Rencontres amicales)     |
| 22 juillet 2021  | Tokyo, Japon        | France 32 - 31 Monténégro | Préparation aux Jeux olympiques 2020 (Rencontres amicales)     |
| 25 juillet 2021  | Tokyo, Japon        | France 30 - 29 Hongrie    | Poule B du tour préliminaire des Jeux olympiques 2020          |
| 27 juillet 2021  | Tokyo, Japon        | Espagne 28 - 25 France    | Poule B du tour préliminaire des Jeux olympiques 2020          |
| 29 juillet 2021  | Tokyo, Japon        | Suède 28 - 28 France      | Poule B du tour préliminaire des Jeux olympiques 2020          |
| 31 juillet 2021  | Tokyo, Japon        | Russie 28 - 27 France     | Poule B du tour préliminaire des Jeux olympiques 2020          |
| 2 août 2021      | Tokyo, Japon        | France 29 - 22 Brésil     | Poule B du tour préliminaire des Jeux olympiques 2020          |
| 4 août 2021      | Tokyo, Japon        | France 32 - 22 Pays-Bas   | Quart de finale des Jeux olympiques 2020                       |
| 6 août 2021      | Tokyo, Japon        | France 29 - 27 Suède      | Demi-finale des Jeux olympiques 2020                           |
| 8 août 2021      | Tokyo, Japon        | France 30 - 25 Russie     | Finale des Jeux olympiques 2020                                |
| 6 octobre 2021   | Besançon, France    | France 38 – 22 Tchéquie   | Groupe 4 de qualification pour le Championnat d'Europe 2022    |
| 10 octobre 2021  | Soumy, Ukraine      | Ukraine 25 - 28 France    | Groupe 4 de qualification pour le Championnat d'Europe 2022    |
| 26 novembre 2021 | Paris, France       | France 33 - 28 Hongrie    | Préparation au Championnat du monde 2021 (Rencontres amicales) |
| 28 novembre 2021 | Paris, France       | France 29 - 28 Hongrie    | Préparation au Championnat du monde 2021 (Rencontres amicales) |
| 3 décembre 2021  | Granollers, Espagne | France 30 – 20 Angola     | Poule A du tour préliminaire du Championnat du monde 2021      |
| 5 décembre 2021  | Granollers, Espagne | France 29– 18 Slovénie    | Poule A du tour préliminaire du Championnat du monde 2021      |
| 7 décembre 2021  | Granollers, Espagne | France 24 – 19 Monténégro | Poule A du tour préliminaire du Championnat du monde 2021      |
| 9 décembre 2021  | Granollers, Espagne | France 26 – 16 Pologne    | Poule 1 du tour principal du Championnat du monde 2021         |
| 11 décembre 2021 | Granollers, Espagne | France 22 – 19 Serbie     | Poule 1 du tour principal du Championnat du monde 2021         |
| 13 décembre 2021 | Granollers, Espagne | France 33 – 28 Russie     | Poule 1 du tour principal du Championnat du monde 2021         |
| 15 décembre 2021 | Granollers, Espagne | France 31 – 26 Suède      | Quart de finale du Championnat du monde 2021                   |
| 17 décembre 2021 | Granollers, Espagne | France 23 – 22 Danemark   | Demi-finale du Championnat du monde 2021                       |
| 19 décembre 2021 | Granollers, Espagne | Norvège 29 – 22 France    | Finale du Championnat du monde 2021                            |

Légende :
- Victoire
- Égalité
- Défaite

### Résultats de l’équipe de France en 2022
Le palmarès de l'équipe de France en 2022 est le suivant :
- 1re place du Groupe 4 de qualification pour le Championnat d'Europe 2022 en Macédoine du Nord, au Monténégro et en Slovénie (5 victoires et 1 défaite).
- 4e place au Championnat d'Europe 2022 et qualification pour le Championnat du monde 2023 au Danemark, en Norvège et en Suède (6 victoires et 2 défaites).

Les résultats des 16 rencontres disputées en 2022 par l'équipe de France sont les suivants :
- 13 victoires dont 9 en compétitions internationales (Qualifications pour le Championnat d'Europe 2022 et Championnat d'Europe 2022).
- 3 défaites dont 3 en compétitions internationales (Qualifications pour le Championnat d'Europe 2022 et Championnat d'Europe 2022).

| Date              | Lieu                      | Rencontre                        | Événement                                                      |
| ----------------- | ------------------------- | -------------------------------- | -------------------------------------------------------------- |
| 3 mars 2022       | Koprivnica, Croatie       | Croatie 19 - 21 France           | Groupe 4 de qualification pour le Championnat d'Europe 2022    |
| 6 mars 2022       | Toulouse, France          | France 27 - 19 Croatie           | Groupe 4 de qualification pour le Championnat d'Europe 2022    |
| 20 avril 2022     | Pilsen, Tchéquie          | Tchéquie 31 - 30 France          | Groupe 4 de qualification pour le Championnat d'Europe 2022    |
| 23 avril 2022     | Le Havre, France          | France 27 - 18 Ukraine           | Groupe 4 de qualification pour le Championnat d'Europe 2022    |
| 30 septembre 2022 | Metz, France              | France 34 - 31 Allemagne         | Préparation au Championnat d'Europe 2022 (Rencontres amicales) |
| 2 octobre 2022    | Nancy, France             | France 30 - 29 Allemagne         | Préparation au Championnat d'Europe 2022 (Rencontres amicales) |
| 28 octobre 2022   | Cesson-Sévigné, France    | France 33 - 26 Pologne           | Préparation au Championnat d'Europe 2022 (Rencontres amicales) |
| 30 octobre 2022   | Nantes, France            | France 30 - 19 Pologne           | Préparation au Championnat d'Europe 2022 (Rencontres amicales) |
| 5 novembre 2022   | Skopje, Macédoine du Nord | Macédoine du Nord 14 - 24 France | Poule C du tour préliminaire du Championnat d'Europe 2022      |
| 7 novembre 2022   | Skopje, Macédoine du Nord | France 35 - 21 Roumanie          | Poule C du tour préliminaire du Championnat d'Europe 2022      |
| 9 novembre 2022   | Skopje, Macédoine du Nord | France 26 - 24 Pays-Bas          | Poule C du tour préliminaire du Championnat d'Europe 2022      |
| 13 novembre 2022  | Skopje, Macédoine du Nord | Monténégro 19 - 27 France        | Poule 2 du tour principal du Championnat d'Europe 2022         |
| 15 novembre 2022  | Skopje, Macédoine du Nord | France 29 - 21 Allemagne         | Poule 2 du tour principal du Championnat d'Europe 2022         |
| 16 novembre 2022  | Skopje, Macédoine du Nord | France 36 - 23 Espagne           | Poule 2 du tour principal du Championnat d'Europe 2022         |
| 18 novembre 2022  | Ljubljana, Slovénie       | Norvège 28 - 20 France           | Demi-finale du Championnat d'Europe 2022                       |
| 20 novembre 2022  | Ljubljana, Slovénie       | Monténégro 27 - 25 ap France     | Match pour la 3e place au Championnat d'Europe 2022            |

Légende :
- Victoire
- Égalité
- Défaite

### Résultats de l’équipe de France en 2023
Le palmarès de l'équipe de France en 2023 est le suivant :
- 1re place du Groupe 4 de qualification pour le Championnat d'Europe 2024 en Autriche, en Hongrie et en Suisse (2 victoires).
- 1re place au Tournoi de France 2023 (2 victoires).
- 1re place au Championnat du monde 2023 au Danemark, en Norvège et en Suède et qualification pour le Championnat du monde 2025 en Allemagne et aux Pays-Bas (3e titre et 7e médaille au Championnat du monde: Or) (9 victoires).

Les résultats des 18 rencontres disputées en 2023 par l'équipe de France sont les suivants :
- 18 victoires dont 11 en compétitions internationales (Qualifications pour le Championnat d'Europe 2024 et Championnat du monde 2023).

| Date             | Lieu                         | Rencontre                   | Événement                                                      |
| ---------------- | ---------------------------- | --------------------------- | -------------------------------------------------------------- |
| 3 mars 2023      | Strasbourg, France           | France 24 - 18 Suède        | Préparation au championnat du monde 2023 (Rencontres amicales) |
| 5 mars 2023      | Montbéliard, France          | France 24 - 22 Suède        | Préparation au championnat du monde 2023 (Rencontres amicales) |
| 7 avril 2023     | Limoges, France              | France 22 - 18 Brésil       | Préparation au championnat du monde 2023 (Rencontres amicales) |
| 11 avril 2023    | Mouilleron-le-Captif, France | France 23 - 18 Brésil       | Préparation au championnat du monde 2023 (Rencontres amicales) |
| 22 juillet 2023  | Bodø, Norvège                | Norvège 18 - 30 France      | Préparation au championnat du monde 2023 (Rencontres amicales) |
| 11 octobre 2023  | Villeneuve-d'Ascq, France    | France 50 – 16 Italie       | Groupe 4 de qualification pour le Championnat d'Europe 2024    |
| 14 octobre 2023  | Dobele, Lettonie             | Lettonie 8 - 55 France      | Groupe 4 de qualification pour le Championnat d'Europe 2024    |
| 24 novembre 2023 | Caen, France                 | France 32 - 19 Sénégal      | Demi-finale du Tournoi de France 2023 (Rencontre amicale)      |
| 26 novembre 2023 | Caen, France                 | France 36 - 19 Corée du Sud | Finale du Tournoi de France 2023 (Rencontre amicale)           |
| 30 novembre 2023 | Stavanger, Norvège           | France 30 – 29 Angola       | Poule D du tour préliminaire du Championnat du monde 2023      |
| 2 décembre 2023  | Stavanger, Norvège           | France 31 – 22 Islande      | Poule D du tour préliminaire du Championnat du monde 2023      |
| 4 décembre 2023  | Stavanger, Norvège           | France 31– 27 Slovénie      | Poule D du tour préliminaire du Championnat du monde 2023      |
| 6 novembre 2023  | Trondheim, Norvège           | France 41 – 27 Autriche     | Poule 2 du tour principal du Championnat du monde 2023         |
| 8 décembre 2023  | Trondheim, Norvège           | France 32 – 22 Corée du Sud | Poule 2 du tour principal du Championnat du monde 2023         |
| 10 décembre 2023 | Trondheim, Norvège           | Norvège 23 – 24 France      | Poule 2 du tour principal du Championnat du monde 2023         |
| 12 décembre 2023 | Trondheim, Norvège           | France 33 – 22 Tchéquie     | Quart de finale du Championnat du monde 2023                   |
| 15 décembre 2023 | Herning, Danemark            | Suède 28 – 37 France        | Demi-finale du Championnat du monde 2023                       |
| 17 décembre 2023 | Herning, Danemark            | Norvège 28 – 31 France      | Finale du Championnat du monde 2023                            |

Légende :
- Victoire
- Égalité
- Défaite

### Résultats de l’équipe de France en 2024
Le palmarès de l'équipe de France en 2024 est le suivant :
- 1re place du Groupe 4 de qualification pour le Championnat d'Europe 2024 en Autriche, en Hongrie et en Suisse (6 victoires).

- 2e place aux Jeux olympiques 2024 à Paris (France) (7 victoires et 1 défaite).

- 2e place au Tournoi de France 2024 (1 victoire et 1 défaite).

- 4e place au Championnat d'Europe 2024 (7 victoires et 2 défaites).

Les résultats des 29 rencontres disputées en 2024 par l'équipe de France sont les suivants :
- 23 victoires dont 18 en compétitions internationales (Qualifications pour le Championnat d'Europe 2024, Jeux olympiques 2024 et Championnat d'Europe 2024).
- 6 défaites dont 3 en compétitions internationales (Jeux olympiques 2024 et Championnat d’Europe 2024).

| Date             | Lieu                       | Rencontre                 | Événement                                                      |
| ---------------- | -------------------------- | ------------------------- | -------------------------------------------------------------- |
| 29 février 2024  | Velenje, Slovénie          | Slovénie 20 - 35 France   | Groupe 4 de qualification pour le Championnat d'Europe 2024    |
| 3 mars 2024      | Orléans, France            | France 41 - 22 Slovénie   | Groupe 4 de qualification pour le Championnat d'Europe 2024    |
| 3 avril 2024     | Chieti, Italie             | Italie 13 - 36 France     | Groupe 4 de qualification pour le Championnat d'Europe 2024    |
| 7 avril 2024     | Saint-Chamond, France      | France 53 - 9 Lettonie    | Groupe 4 de qualification pour le Championnat d'Europe 2024    |
| 14 avril 2024    | Clermont-Ferrand, France   | France 30 - 28 Roumanie   | Préparation aux Jeux olympiques 2024 (Rencontres amicales)     |
| 4 juillet 2024   | Pau, France                | France 22 - 34 Norvège    | Préparation aux Jeux olympiques 2024 (Rencontres amicales)     |
| 6 juillet 2024   | Pau, France                | France 25 - 19 Norvège    | Préparation aux Jeux olympiques 2024 (Rencontres amicales)     |
| 13 juillet 2024  | Cesson-Sévigné, France     | France 33 - 20 Angola     | Préparation aux Jeux olympiques 2024 (Rencontres amicales)     |
| 25 juillet 2024  | Paris, France              | France 31 - 28 Hongrie    | Poule B du tour préliminaire des Jeux olympiques 2024          |
| 28 juillet 2024  | Paris, France              | France 32 - 28 Pays-Bas   | Poule B du tour préliminaire des Jeux olympiques 2024          |
| 30 juillet 2024  | Paris, France              | France 26 - 20 Brésil     | Poule B du tour préliminaire des Jeux olympiques 2024          |
| 1er août 2024    | Paris, France              | France 38 - 24 Angola     | Poule B du tour préliminaire des Jeux olympiques 2024          |
| 3 août 2024      | Paris, France              | France 32 - 24 Espagne    | Poule B du tour préliminaire des Jeux olympiques 2024          |
| 6 août 2024      | Villeneuve-d'Ascq, France  | France 26 - 23 Allemagne  | Quart de finale des Jeux olympiques 2024                       |
| 8 août 2024      | Villeneuve-d'Ascq, France  | France 31 - 28 ap Suède   | Demi-finale des Jeux olympiques 2024                           |
| 10 août 2024     | Villeneuve-d'Ascq, France  | France 21 - 29 Norvège    | Finale des Jeux olympiques 2024                                |
| 24 octobre 2024  | Toulon, France             | France 27 - 30 Hongrie    | Préparation au Championnat d'Europe 2024 (Rencontres amicales) |
| 26 octobre 2024  | Tremblay-en-France, France | France 26 - 22 Hongrie    | Préparation au Championnat d'Europe 2024 (Rencontres amicales) |
| 22 novembre 2024 | Saint-Chamond, France      | France 27 - 28 Espagne    | Tournoi de France 2024 (Rencontres amicales)                   |
| 24 novembre 2024 | Saint-Chamond, France      | France 30 - 24 Angola     | Tournoi de France 2024 (Rencontres amicales)                   |
| 28 novembre 2024 | Bâle, Suisse               | France 35 - 22 Pologne    | Poule C du tour préliminaire du Championnat d'Europe 2024      |
| 30 novembre 2024 | Bâle, Suisse               | France 24 - 22 Espagne    | Poule C du tour préliminaire du Championnat d'Europe 2024      |
| 2 décembre 2024  | Bâle, Suisse               | France 28 - 16 Portugal   | Poule C du tour préliminaire du Championnat d'Europe 2024      |
| 5 décembre 2024  | Debrecen, Hongrie          | France 30 - 25 Roumanie   | Poule 1 du tour principal du Championnat d'Europe 2024         |
| 6 décembre 2024  | Debrecen, Hongrie          | France 31 - 23 Monténégro | Poule 1 du tour principal du Championnat d'Europe 2024         |
| 8 décembre 2024  | Debrecen, Hongrie          | France 31 - 27 Suède      | Poule 1 du tour principal du Championnat d'Europe 2024         |
| 10 décembre 2024 | Debrecen, Hongrie          | Hongrie 27 - 30 France    | Poule 1 du tour principal du Championnat d'Europe 2024         |
| 13 décembre 2024 | Vienne, Autriche           | Danemark 24 - 22 France   | Demi-finale du Championnat d'Europe 2024                       |
| 15 décembre 2024 | Vienne, Autriche           | Hongrie 25 - 24 France    | Match pour la 3e place au Championnat d'Europe 2024            |

Légende :
- Victoire
- Égalité
- Défaite

## Personnalités

### Sélectionneurs et sélectionneuses
| Période            | Sélectionneur(euse)                      | Palmarès                                                                  |
| ------------------ | ---------------------------------------- | ------------------------------------------------------------------------- |
| 1960 à 1977,       | Marguerite Viala                         | Néant                                                                     |
| 1960 à 1977,       | Jean-Claude Thomas                       | Néant                                                                     |
| 1977 - 1980        | Claude Bayer                             | Néant                                                                     |
| 1981 - 12/1986     | Jean-Paul Martinet                       | Néant                                                                     |
| jan. à déc. 1987   | François Rongeot                         | JM : 1987                                                                 |
| 01/1988 - 12/1990  | Bernard Boutellier                       | Néant                                                                     |
| 01/1991 - 12/1997  | Carole Martin                            | JM : 1997 ; 1991, 1993                                                    |
| 01/1998 - 06/2013  | Olivier Krumbholz                        | CM : 2003 ; 1999, 2009, 2011 · CE : 2002, 2006 · JM : 2001, 2009          |
| 07/2013 - 12/2015  | Alain Portes                             | Néant                                                                     |
| 01/2016 - 08/2024, | Olivier Krumbholz adjoint : S. Gardillou | JO : 2020 ; 2016, 2024 · CM : 2017, 2023 ; 2021 · CE : 2018 ; 2020 ; 2016 |
| depuis 09/2024     | Sébastien Gardillou                      | Néant                                                                     |

### Statistiques individuelles
Isabelle Wendling est la joueuse la plus capée avec 338 sélections et Véronique Pecqueux-Rolland la meilleure buteuse avec 917 buts.
Une liste non exhaustive, au 20 novembre 2022, des joueuses à plus de 100 sélections est  :
| Joueuse                    | Matches | Buts | Période     |
| -------------------------- | ------- | ---- | ----------- |
| Isabelle Wendling          | 338     | 543  | 1993-2008   |
| Véronique Pecqueux-Rolland | 301     | 917  | 1993-2008   |
| Siraba Dembélé-Pavlović    | 291     | 848  | 2006-2021   |
| Camille Ayglon-Saurina     | 270     | 550  | 2007-2019   |
| Allison Pineau             | 273     | 696  | depuis 2007 |
| Alexandra Lacrabère        | 256     | 833  | 2006-2021   |
| Amandine Leynaud           | 254     | 3    | 2005-2021   |
| Raphaëlle Tervel           | 249     | 372  | 1998-2012   |
| Valérie Nicolas            | 244     | 0    | 1995-2008   |
| Stéphanie Cano             | 231     | 462  | 1993-2008   |
| Anne Loaëc                 | 219     | -    | 1983-1998   |
| Nina Kanto                 | 214     | 401  | 2002-2016   |
| Carole Martin              | 208     | ?    | 1972-1987   |
| Cléopâtre Darleux          | 200     | 5    | depuis 2008 |
| Paule Baudouin             | 197     | 605  | 2004-?      |
| Sophie Herbrecht           | 193     | 569  | 2001-2012   |
| Estelle Nze Minko          | 187     | 454  | depuis 2014 |
| Grâce Zaadi                | 184     | 364  | depuis 2013 |
| Florence Sauval            | 183     | >300 | 1985-1997   |
| Sandrine Delerce           | 168     | 381  | 1994-2004   |
| Sylvie Lagarrigue          | 167     | ?    | 1981-199x   |
| Myriam Borg-Korfanty       | 165     | 261  | 1997-2008   |
| Stéphanie Ludwig           | 153     | 320  | 1995-2007   |
| Béatrice Edwige            | 153     | 112  | 2013-?      |
| Nodjialem Myaro            | 150     | 499  | 1996-200x   |
| Mariama Signaté            | 147     | 424  | 2004-2014   |
| Stéphanie Moreau           | 143     | 230  | 1992-2003   |
| Pascale Jacques            | 142     | ?    | 1975-198x   |
| Laura Flippes              | 133     | 265  | depuis 2016 |
| Laura Glauser              | 124     | 1    | depuis 2012 |
| Catherine Pibarot          | 119     | ??   | 1989-199x   |
| Marie-Thérèse Bourasseau   | 118+    | 0    | 1973-1987   |
| Blandine Dancette          | 115     | 147  | 2009-2021   |
| Audrey Deroin              | 112     | 172  | 2008-2014   |
| Manon Houette              | 106     | 248  | 2013-?      |
| Estelle Vogein             | 105     | 151  | 1993-2006   |
| Nathalie Selambarom        | 105     | 138  | 199x-200x   |
| Claudine Mendy             | 102     | 203  | 2009-2013 ? |
| Amélie Goudjo              | 101     | 123  | 2005-2014   |

- Les joueuses faisant partie de l'actuel effectif élargi sont surlignées en bleu

### Distinctions individuelles
Plusieurs joueuses ont été élues dans l'équipe-type d'une compétition internationale :
- Nodjialem Myaro, élue meilleure demi-centre du Championnat du monde 1999.
- Véronique Pecqueux-Rolland, élue meilleure pivot des Jeux olympiques de 2000 et de 2004, nommée à l'élection de la meilleure handballeuse mondiale de l'année en 2002, 2004 et 2006.
- Mélinda Jacques-Szabo, élue meilleure arrière droite du Championnat d'Europe 2000.
- Leila Lejeune, élue meilleure arrière gauche du Championnat du monde 2001.
- Stéphanie Cano, élue meilleure ailière droite du Championnat d'Europe 2002.
- Isabelle Wendling, élue meilleure pivot du Championnat du monde 2003.
- Valérie Nicolas, élue meilleure joueuse et meilleure gardienne des championnats du monde 2003 et 2007.
- Mariama Signaté, élue meilleure arrière gauche du championnat du monde 2009.
- Allison Pineau, élue meilleure handballeuse mondiale de l'année en 2009 (2e en 2011), meilleure demi-centre des championnats du monde 2009 et 2011, meilleure arrière gauche des Jeux olympiques 2016.
- Alexandra Lacrabère, élue meilleure arrière droite des Jeux olympiques 2016.
- Béatrice Edwige, élue meilleure joueuse en défense du Championnat d'Europe 2016.
- Siraba Dembélé-Pavlović, élue meilleure ailière gauche du championnat du monde 2017.
- Grâce Zaadi, élue meilleure demi-centre des championnats du monde 2017  et 2021 et des Jeux olympiques 2020.
- Coralie Lassource, élue meilleure ailière gauche du championnat du monde 2021.
- Amandine Leynaud, élue meilleure gardienne du Championnat d'Europe 2018.
- Estelle Nze Minko, élue meilleure joueuse du Championnat d'Europe 2020, meilleure arrière gauche du championnat du monde 2023 et des Jeux olympiques 2024.
- Laura Flippes, élue meilleure ailière droite des Jeux olympiques 2020.
- Pauletta Foppa, élue meilleure pivot des Jeux olympiques 2020, du championnat du monde 2021 et du Championnat d'Europe 2022.
- Cléopâtre Darleux, élue meilleure Gardienne du Championnat d'Europe 2022.
- Laura Glauser, élue meilleure gardienne du championnat du monde 2023 et des Jeux olympiques 2024.
- Chloé Valentini élue meilleure ailière gauche du championnat du monde 2023.
- Alicia Toublanc, élue meilleure ailière droite des Jeux olympiques 2024.